# История Вены

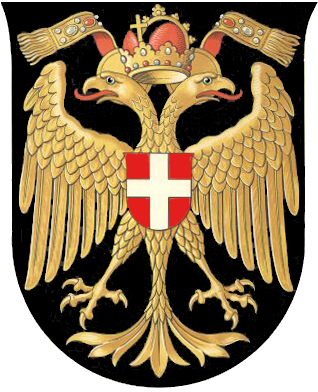
Герб Вены с императорским двуглавым орлом в 1465—1925 годах

История столицы Австрии Вены насчитывает около четырёх тысячелетий. Благодаря своему географическому положению по течению Дуная между отрогом Австрийских Предальп — Венским Лесом — и Среднедунайской низменностью современная Вена входит в число наиболее древних ареалов расселения человека в Европе и приобрела статус крупной торговой площадки и стратегически важного центра в сердце Европы.

## Этимология
Первое упоминание города Вены встречается в 881 году в Зальцбургских анналах в контексте борьбы с венгерскими племенами и имеет средневековую форму ad Vveniam («под Веной»), уточняя место, где состоялась одна из битв с мадьярами. Современное имя австрийской столицы этимологически не связано с названием древнеримского лагеря Виндобона, форма Wenia происходит от кельтско-романской формы Vedunia. Значение слова установлено как «Лесной ручей», под которым подразумевается современная река Вена.

## Доисторический период и ранняя история Вены
Археологические находки, обнаруженные на Титльгассе в 13-м районе Вены Хитцинге, позволяют утверждать, что человек обитал на этой территории ещё в эпоху палеолита. Другие находки в городе и за его пределами свидетельствуют о том, что Венский бассейн был постоянно заселён человеком начиная с неолита. Благоприятный климат и плодородные почвы Вены предоставляли поселившимся людям неолита хорошие условия для занятия сельским хозяйством. Материалы, необходимые для производства каменных орудий труда, в ареале Вены можно было добывать открытым способом. В Вене также были обнаружены артефакты медного века.
Культура полей погребальных урна бронзового века сохранилась в Вене в нескольких погребениях в 19-м районе и руинах поселений в 23-м районе. Особенностью этого периода является обработка фрагментов человеческих черепов в культовых целях: в выгребной яме позднего бронзового века в 23-м районе была обнаружена нижняя челюсть человека с удалёнными суставными головками.
Археологические раскопки на горе Леопольдсберг установили заселение этих территорий начиная с бронзового века, в первую очередь с позднего железного века. Гальштатская культура конца железного века представлена в Вене хорошо заметным тумулусом в 21-м районе и руинами поселения в 10-м районе. Укреплённое поселение кельтов оппид в Вене относят к раннему железному веку. Вена попала под власть Древнего Рима с началом нашей эры.

## В Римской империи

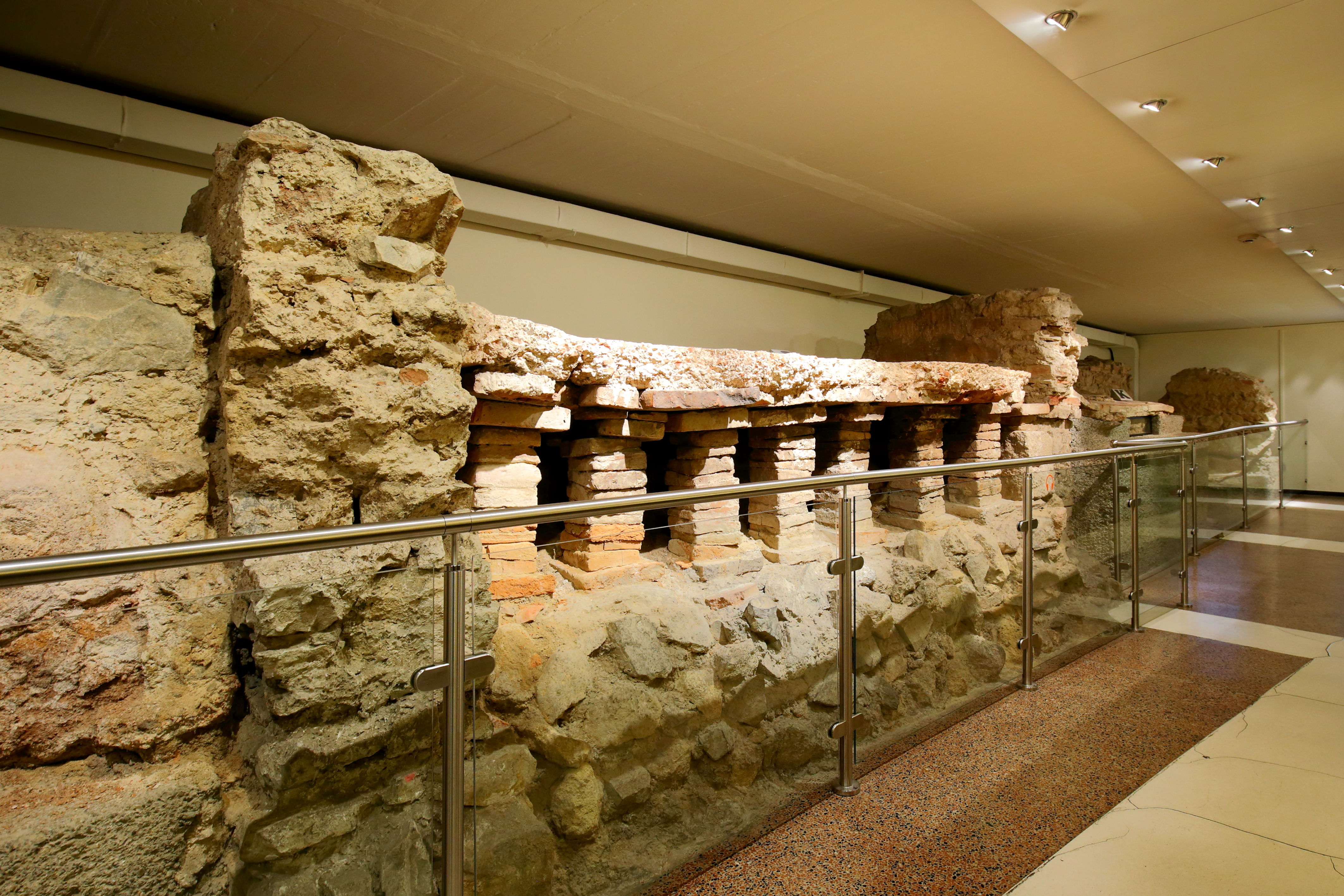
Древнеримские постройки под площадью Хоэр-Маркт. Экспозиция Древнеримского музея в Вене

В I веке нашей эры древние римляне для обеспечения границ провинции Паннония приспособили кельтское поселение Виндобона в современном центре Вены под военный лагерь каструм, к которому прилегало гражданское поселение канаба. Улицы современного Внутреннего Города до сих пор проходят по линии внешних стен и внутренних улиц древнеримского военного лагеря. Окружавшие лагерь стены находились вдоль современных улиц: Тифер-Грабен, Наглергассе, Грабен, Крамергассе, Ротгассе, Рабенштайг и практически параллельно Зальцгрису. После наводнения на Дунае в III веке, повлекшего разрушения с северного края лагеря древним римлянам пришлось отказаться от строго прямоугольной формы лагеря. Он занимал площадь около 455 м в ширину и 500 м в длину. Начало возведения лагеря легионеров в Виндобоне относят к 97 году нашей эры. Обнаруженные археологами древнеримские казармы на площади Юденплац первоначально были построены из дерева. Между казармами проходила щебневая дорога со сливными канавами с обеих сторон. К 150 году нашей эры казармы отстроили из камня. Фундамент и несущие стены возводились из бутового камня на строительном растворе, а перегородки — из необожжённого самана. Пол в казармах был глиняным.
По неподтверждённым данным, в 180 году нашей эры в казармах Виндобоны во время похода против маркоманов умер император Древнего Рима Марк Аврелий. В 212 году посёлок получил статус древнеримского муниципия и тем самым повысил свой престиж в соперничестве с близлежащей столицей провинции Паннония Карнунтом, который незадолго до этого был провозглашён колонией. С начала III века на территории Вены появляются германцы, о чём свидетельствуют обнаруженные археологами погребения.

## Средние века

### Раннее Средневековье
Прежние кельтское поселение Ведуния и древнеримский военный лагерь Виндобона на территории Вены находились на крайнем востоке Западной Римской империи и быстро уступили германцам в ходе Великого переселения народов. По археологическим свидетельствам в начале V века нашей эры в поселениях случился пожар, имевший катастрофические последствия. Тем не менее, на пепелище остались жить остатки населения. Улицы и дома Вены в Раннем Средневековье повторяли контуры древнеримских крепостных стен, что позволяет сделать вывод о том, что часть военных укреплений сохранилась и использовалась поселенцами. В 1156 году фрагменты древнеримских стен и ворот включили в венскую городскую стену, они сохранились до конца века. На территории современного Внутреннего Города неоднократно обнаруживались византийские медные монеты VI века, что свидетельствует об оживлённой торговле в Вене. Центр древней Вены находился в Бергхофе, современной Сальваторгассе, где в ходе раскопок были обнаружены лангобардские захоронения VI века.
После отступления лангобардов на юг в 568 году, регион перешёл к аварам под предводительством Баяна I. Помимо аваров, занимавших высшие позиции в Аварском каганате, на землях будущей Вены проживали другие народы. Большинство населения составляли славяне, находившиеся под защитой и властью аваров. В современной Вене некоторые топонимы, например, Веринг, Дёблинг, Лизинг или Лайнц имеют славянское происхождение. Согласно хронике Фредегара, в 627—658 годах в венском регионе произошло массовое восстание славян под предводительством франкского торговца Само против аваров. К 650 году авары вернули себе восставшие территории. В 791 году Карл Великий совершил первый поход на аваров, потерпел неудачу, но сумел вытеснить аваров к Венскому Лесу. Гражданская война в аварском государстве завершилась в 795 году с приходом нового правителя Тудуна, подчинившегося франкам и согласившегося принять христианство. Франки воспользовались ситуацией для нового нападения и к 796 году подчинили себе большую часть Аварского каганата. Тудун получил у франков власть во франкской аварской марке, так называемом Аварском княжестве на востоке от Вены. Впоследствии венские земли пережили несколько массовых аварских восстаний и нападения со стороны неподвластных аваров.

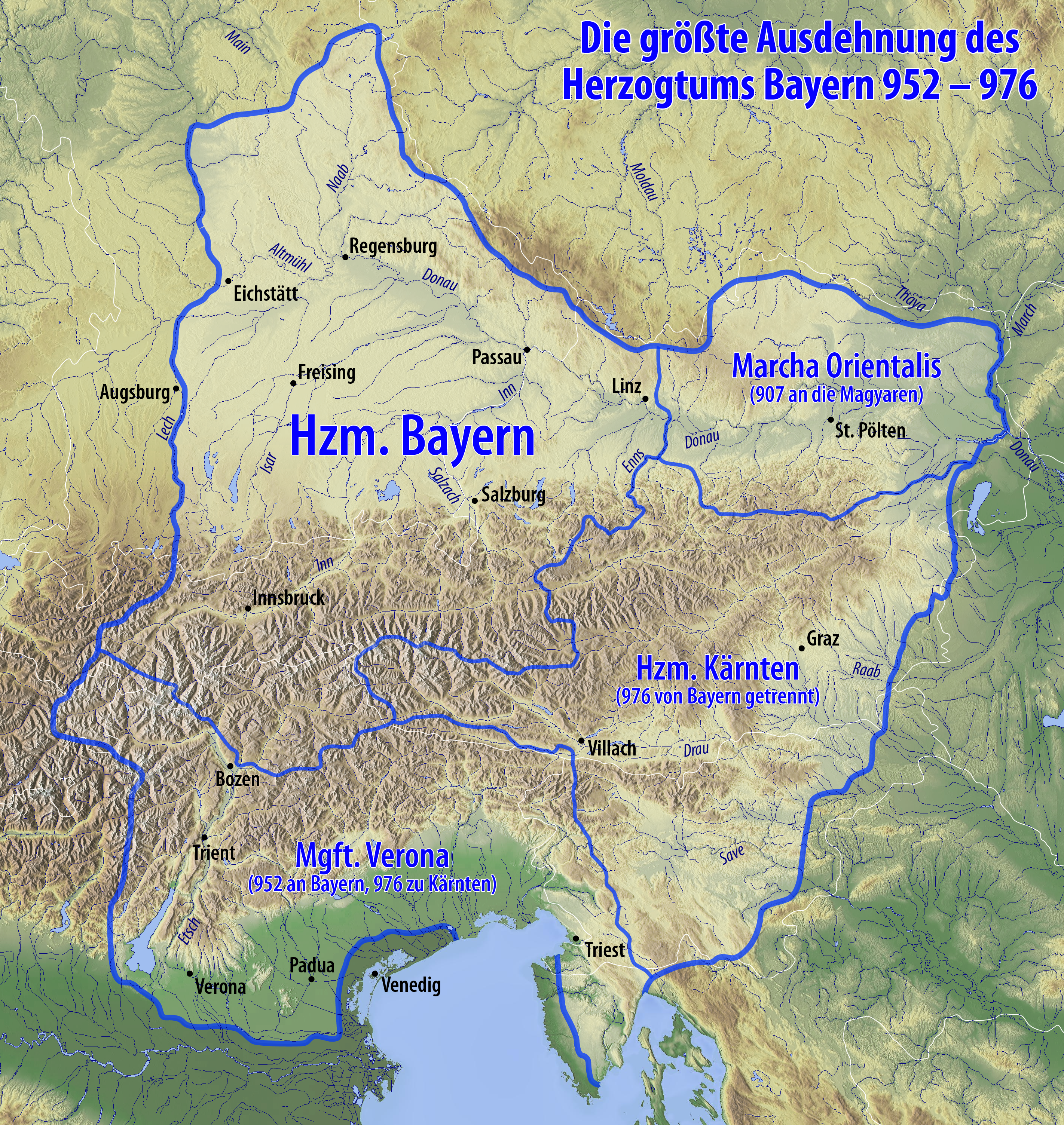
Герцогство Бавария и провинция Восточная марка в X веке

Начиная с середины VI века Агилольфинги сформировали первую баварскую племенную династию, которая к середине VIII века распространила свою власть из Регенсбурга на восток до реки Энс и на юг до современного Больцано. Король франков Карл Великий в 788 году включил прежде самостоятельное баварское герцогство в свою империю. К востоку от неё он на рубеже IX века учредил так называемую Аварскую марку, а на юге — марку Карантания, которая как ленное владение было призвано защитить империю франков от вторгавшихся с востока аваров. После конфликтов между наследниками Карла, закончившихся заключением Верденского договора 843 года баварское герцогство вместе с обеими марками отошло Восточно-Франкскому королевству. На землях бывшей Аварской марки по обоим берегам Дуная была образована провинция Восточная марка до Энса на западе и Mоравы и Лайты — на востоке.
С наступлением X века венский регион достался азиатским кочевникам венграм. В 955 году король восточных франков Оттон I Великий одержал победу над венграми в битве на реке Лех. Для Вены начался путь в Высокое Средневековье.

### Высокое Средневековье, эпоха Бабенбергов

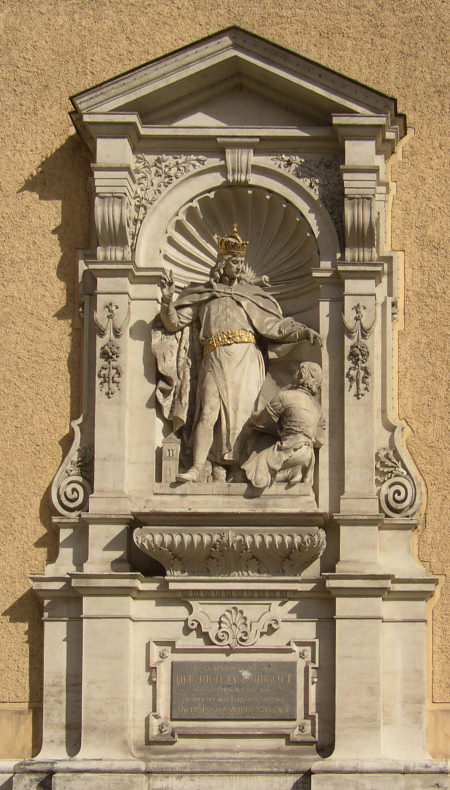
Герцог Генрих II назначил Вену своей столицей в 1155 году

Начиная с VIII века венскую землю стали заселять франки — прибывавшие с запада бавары, в особенности после победы над венграми в 955 году. В 976 году при Бабенбергах было основано маркграфство Остаррихи, в пределах которого на границе с Венгрией) оказалась и Вена. Уже в XI веке Вена являлась крупным торговым центром. В договоре мены между епископом Пассауским и маркграфом Леопольдом IV Вена впервые упоминается как Civitas, что свидетельствует о хорошей организации поселения. В 1155 году герцог Генрих Язомирготт объявил Вену своей столицей. В 1156 году Остаррихи на основе Малой привилегии получила статус герцогства, а Вена — герцогской резиденции. В этот период в Вене был основан Шотландский монастырь, а руины древнеримской крепостной стены были перестроены в городскую стену.
После Третьего крестового похода король Англии Ричард Львиное Сердце за два дня до Рождества 1192 года был пленён маркграфом Леопольдом V, выкуп за Ричарда составил 50 тыс. серебряных марок, что составило около 12 тонн серебра, треть требований императора к англичанам. В Вене появилась мастерская по чеканке монет, а к 1200 году была отстроена новая венская городская стена. У станции метрополитена «Штубентор» до настоящего времени сохранились фрагменты этой стены. За пленение Ричарда Львиное Сердце папа Целестин III отлучил Леопольда V от церкви за то, что он поднял руку на крестоносца. Герцог умер от гангрены, развившейся в результате падения с лошади. На смертном одре Леопольд пообещал вернуть выкуп и был вновь принят в лоно церкви.
18 октября 1221 года герцог Леопольд VI удостоил Вену статуса города и предоставил складочное право. С этого времени купцы, проезжавшие через Вену, были обязаны предлагать городу свой товар на продажу. Это позволило венцам заняться посреднической торговлей, установить прочные торговые связи с землями вдоль течения Дуная и Венецией и занять важное место среди городов на имперских территориях.
Вена, относившаяся к епархии Пассау, тяжело переживала отсутствие в городе своего епископа. Известно, что герцог Фридрих II вёл переговоры об учреждении в Вене епархии.
В 1276 году город пострадал от серии пожаров. После 28 марта и 16 апреля третий пожар, вспыхнувший 30 апреля, нанёс существенный ущерб. Церкви, монастыри и герцогская крепость пали жертвой огня и подверглись значительным разрушениям. Церковь Святого Стефана лишилась кровли и колокольни. Около двух третей города выгорело в этой катастрофе. Восстановление Вены нашло поддержку у короля Отокара II.

### Позднее Средневековье и Раннее Возрождение, подъём Габсбургов

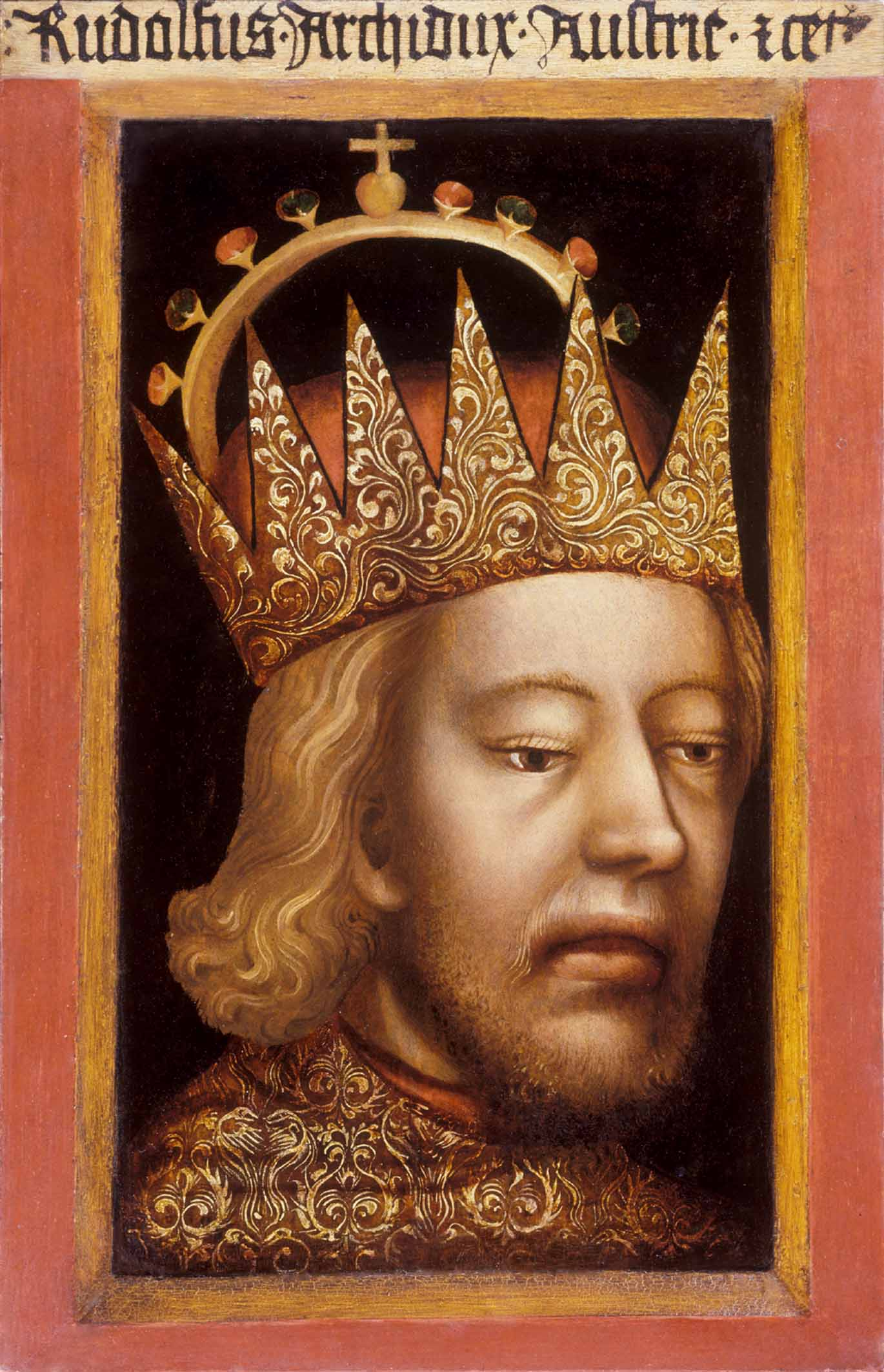
Рудольф IV, именуемый Основателем за благодеяния для города

В 1278 году Рудольф I, победивший Отакара II Богемского, принял австрийские земли под свою власть, положив начало эпохе правления Габсбургов. Утвердиться в Вене Габсбургам удалось не сразу, им препятствовали сильные сторонники Отакара.
Против Альбрехта I несколько раз поднимали восстания, лидерами сопротивления был род рыцаря Пальтрама Фрейтгофского.
Между 1280 и 1290 годами венский хронист Янс дер Эникель написал первый труд по истории города — «Княжескую книгу» (нем. Fürstenbuch). 18 февраля 1288 года Вена капитулировала перед герцогом Альбрехтом I Австрийским после многомесячной осады, тем самым завершилось восстание венских патрициев. В результате Вена лишилась некоторых городских привилегий, была снесена часть окружной стены вокруг города.
При императорах из династии Люксембургов Прага стала столицей Священной Римской империи, а Вена оставалась в её тени. Первые Габсбурги занимались устройством города, чтобы не отставать от Праги. Герцог Альбрехт II распорядился возвести готические хоры собора Святого Стефана.
21 января 1320 года король Фридрих III (король Германии) удостоил Вену привилегии вести городскую книгу, в которой указывались предоставленные городу привилегии и на которую город мог впредь ссылаться в своих требованиях. Не позднее 1494 года эта книга получила название «Железная», сейчас она обита медью. Вопрос о том, была ли книга когда-либо действительно обита железом или её название указывает на неукоснительность соблюдения содержащихся в ней прав, остаётся открытым.
Эрцгерцог Рудольф IV снискал себе славу благодаря мудрой экономической политике, поднявшей благосостояние города. Прозвище «Основатель» он носит за то, что в 1365 году он основал Венский университет, а также распорядился построить готическую церковь Лангхаус Святого Стефана в связи с учреждением метрополитанского капитула , символически замещавшего пока отсутствующего епископа.
Смутный период наследных распрей между Габсбургами привёл к экономическому спаду, который в свою очередь обернулся общественным беспорядком. Образовалось две «партии» — патрициев и ремесленников, первую поддерживал герцог Эрнст Железный, а вторую — герцог Леопольд IV. В 1408 году состоялась казнь бургомистра Конрада Форлауфа, приверженца партии патрициев.
В 1438 году после избрания герцога Альбрехта V германским королём Вена получила статус резиденции Священной Римской империи германской нации. С именем Альбрехта также связаны изгнание и расправы с венскими евреями в 1420—1421 годах.
В 1469 году Вена стала епископской резиденцией, а церковь Святого Стефана — собором. В нестабильный период правления слабого императора Фридриха III Вена всегда принимала сторону противника: сначала эрцгерцога Альбрехта VI, затем короля Венгрии Матьяша I, поскольку он не мог справиться с бандами наёмников, оставшимися ещё со времён гуситских войн, и обеспечить порядок и мир в стране. В 1485 году после многомесячной осады Матьяш Корвин захватил Вену. Вплоть до его смерти в 1490 году Вена оставалась в его власти.
В 1522 году эрцгерцогу Фердинанду удалось снести политические структуры в результате так называемого «кровавого суда» в Винер-Нойштадте и последовавшей расправы с лидерами сословной оппозиции. Город перешёл под прямой контроль императора.
В 1556 году произошёл раздел династии Габсбургов на испанскую и немецкую линии, в 1558 году Фердинанд был коронован в императоры Священной Римской империи германской нации под именем Фердинанда I, и в том же году Вена стала столицей империи и выполняла эти функции с перерывами до 1806 года. Император Рудольф II перенёс свою резиденцию в 1583 году обратно в Прагу, но уже в 1620 году при Фердинанде II столицей Священной Римской империи вновь стала Вена.

## Реформация и Контрреформация

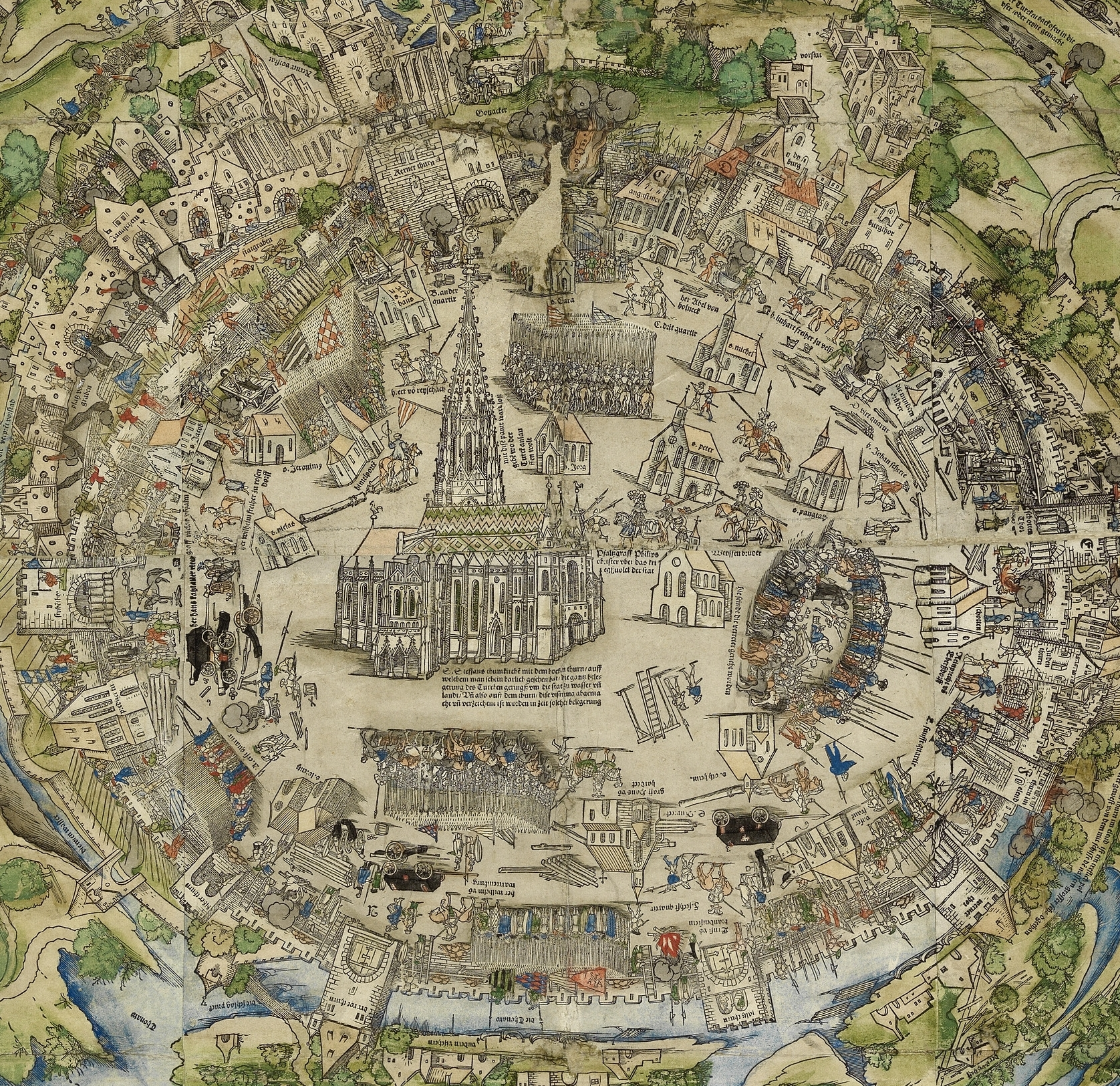
План осаждённой турками Вены, составленный печатником Никласом Мельдеманом (1530)

Лютеранские сочинения из Германии распространялись в Австрии начиная с 1520 года. В 1522 году за лютеранские проповеди в соборе Святого Стефана был отлучён от церкви Пауль Сператус. В 1524 году подвергся казни перешедший в лютеранство венский торговец текстилем Каспар Таубер. В 1528 году был сожжён предводитель анабаптистов Бальтазар Губмайер, схваченный в Моравии в 1527 году. Большая часть дворянства и бюргерства перешла в лютеранство, в 1577 году в городе запретили лютеранские службы. Дворянство, владевшее поместьями за городом, способствовало дальнейшему распространению лютеранства и приглашало себе лютеранских священников. Даже будущий императора Максимилиан II пригласил ко двору лютеранского священника Иоганна Себастьяна Пфаузера. Несмотря на симпатии к протестантам, Максимилиан II остался католиком. До 1600 года 70-75 % населения Вены перешли в лютеранство.
При эрцгерцоге Фердинанде II началась активная Контрреформация и рекатолизация города. Уже в 1551 году в Вену призвали иезуитов, которые стремительно приобрели влияние при дворе. Контрреволюцию возглавил Мельхиор Клесль, епископ венский с 1598 года и кардинал с 1615 года. Лютеранское дворянство лишилось власти и было изгнано, преимущественно в ходе Тридцатилетней войны. Протестантам приходилось скрывать своё вероисповедание. Часовни протестантских посольств Швеции, Дании и Нидерландов взяли на себя функции центров тайного протестантизма. Лишь с вводом «Толерантного патента» в 1781 году протестантизм получил официальное право на существование.

## Первая турецкая осада Вены

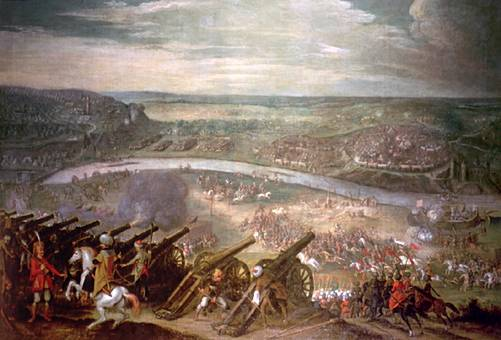
Питер Снайерс. Осада Вены в 1529 году

В 1529 году Вены подверглась первой осаде со стороны Османской империи. Город под защитой средневековых стен с трудом отбивал атаки турок, которых заставили отступить только эпидемии и ранняя зима. Осада города выявила острую необходимость для города современных городских укреплений. В 1548 году по проекту Гермеса Шаллауцера Вена начала превращаться в крепость. В городе планировалось возвести одиннадцать каменных бастионов и ров. Вокруг Вены появился гласис, широкая незастроенная полоса, позволявшая защитникам города вести обстрел. Данные укрепления, составившие основную часть застройки города вплоть до XVII века, с лихвой окупились в 1683 году во время второй турецкой осады.

## Вена в Тридцатилетнюю войну

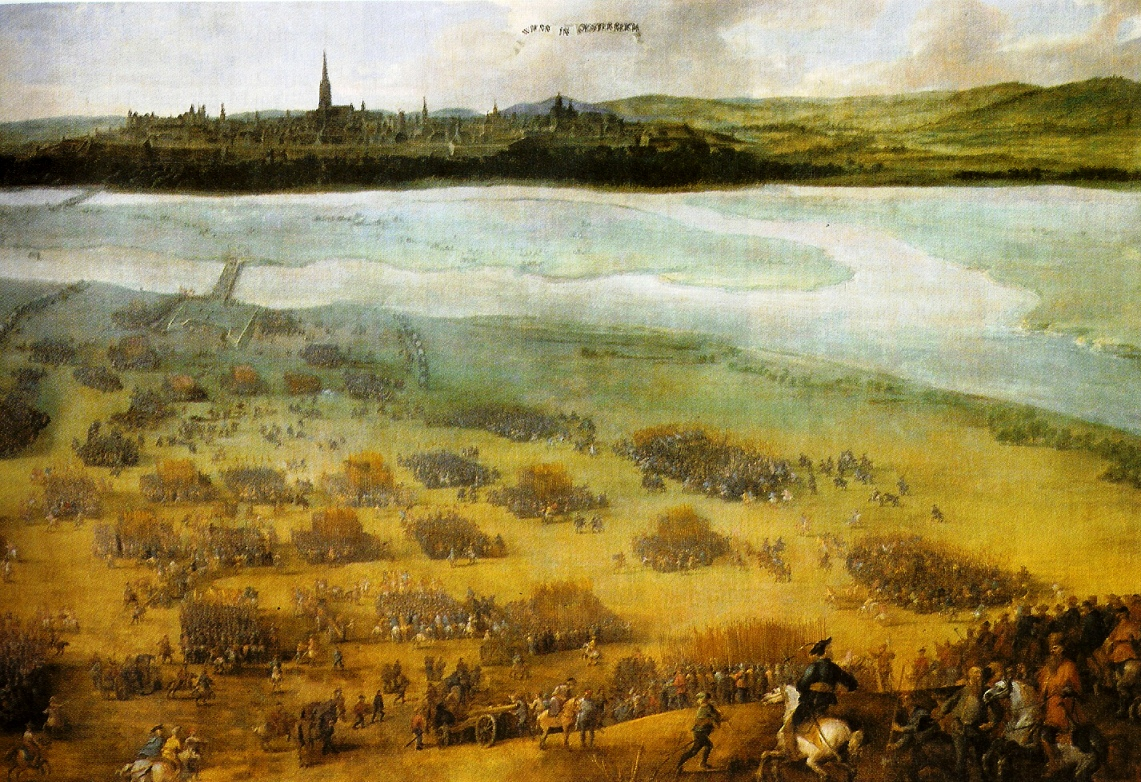
Осада Вены богемскими войсками в 1619 году. Картина Питера Снайерса, около 1620

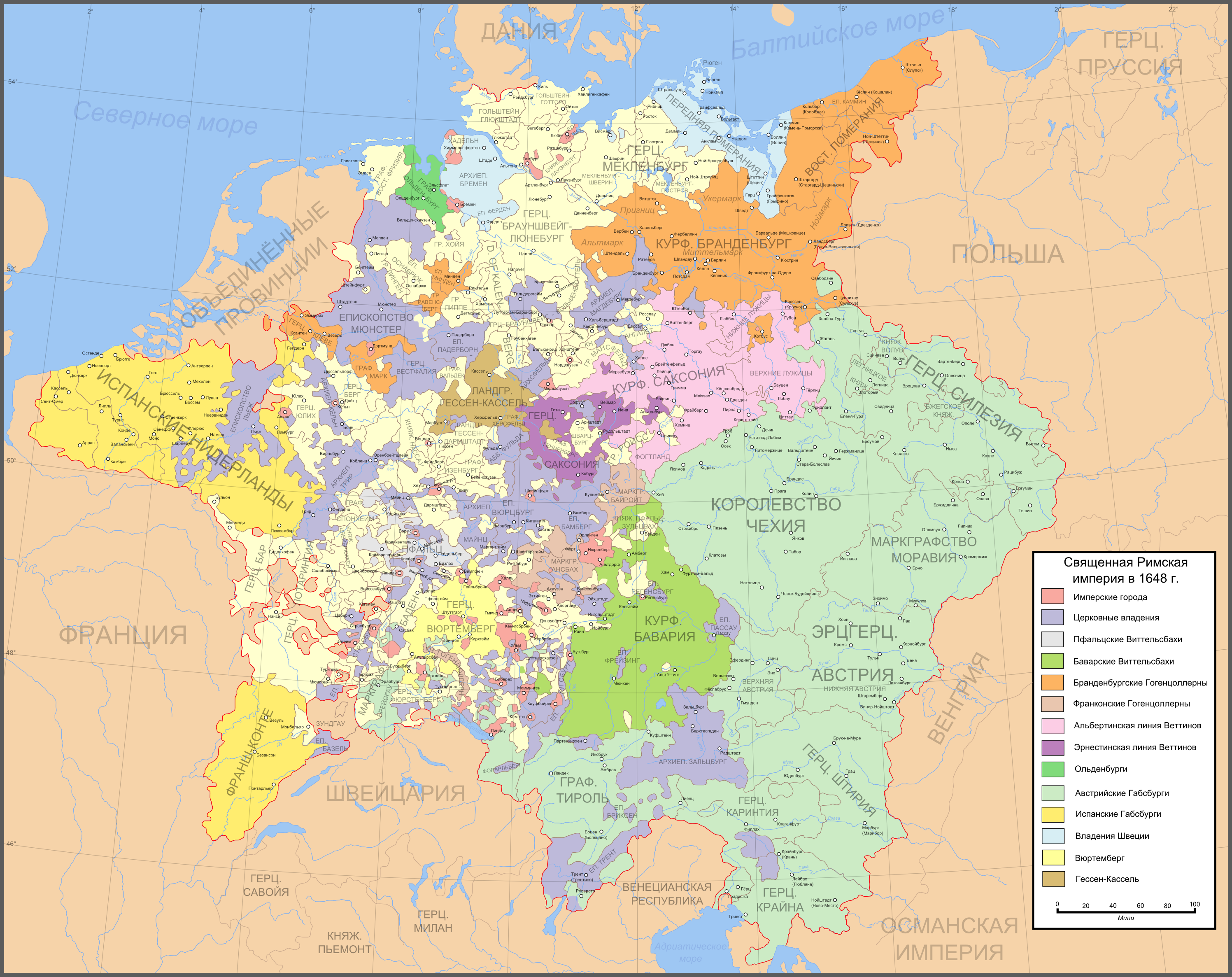
Священная Римская империя германской нации. 1648

Будучи столицей Священной Римской империи германской нации и резиденцией её императора, Вена не раз подвергалась осадам и угрозам во время Тридцатилетней войны. Так, ещё в 1619 году, до битвы на Белой горе, Вену осадили неприятельские войска: после второго выбрасывания из окон в Праге, предотвратившего падение власти Габсбургов в Богемии, богемские сословия набрали армию и назначили командующим Йиндржиха Турна. Он намеревался воспользоваться ситуацией, когда имперская армия не была готова к войне, а император Фердинанд II ещё не обзавёлся сильными с военной точки зрения союзниками. Он также собирался вступить в союз с трансильванским князем Габором Бетленом и взять Вену в клещи с двух сторон. Турн вторгся в Нижнюю Австрию и 5 июня 1619 года вышел на Вену, но спустя несколько дней был вынужден отступить за неимением тяжёлого осадного орудия, без которого осада города не имела перспектив. Кроме того, командующему имперскими войсками Бюкуа в битве при Саблате удалось разбить союзника богемцев Мансфельда, и Турна вернули для обороны Богемии.
27 сентября того же года Вена вновь оказалась в серьёзной опасности. Начиная ещё с 1616 года Габор Бетлен провоцировал антигабсбургские волнения, воспользовавшись которыми ему удалось завоевать почти всю современную Словакию, включая Пресбург, то есть основные земли венгерского королевства. Под Пресбургом, как и намечалось в июне, он объединился с моравскими и богемскими войсками под предводительством Турна и в сентябре 1619 года выдвинулся к Вене. Но город не пострадал: другет Гомонны, заклятый враг Бетлена, нанял в Польше казаков и вторгся в Венгрию. Угроза в тылу заставила Бетлена уже спустя два дня отступиться от Вены. Без Бетлена Турн со своим слабым богемским войском последовал его примеру.
В 1643 году Вена подверглась новой угрозе: по приказу шведского полководца Торстенссона лёгкая кавалерия под командованием генерала Врангеля вышла в регион дунайских мостов. С началом Датско-шведской войны Торстенссон был назначен главнокомандующим шведскими войсками, и вторгшийся враг освободил земли вокруг Вены.
После битвы под Янковом 6 марта 1645 года, последнего крупного сражения Тридцатилетней войны, на Вену выступило шведское войско под командованием Торстенссона. Император Фердинанд III в спешке собирал подмогу для защиты в Вене стратегически важных укреплений в северной части моста Вольфсбрюкке. 9 апреля 1645 года шведские войска, возглавляемые лично Торстенссоном вышли к венским укреплениям. Под давлением превосходящих сил противника имперские войска были вынуждены отступить на дунайские острова на западе, но предварительно подожгли мост. Развернулась четырёхдневная битва за острова в течении Дуная. Шведы надеялись на поддержку трансильванского князя Дьёрдя II Ракоци, но тот вступил в союз с императором. Шведский генерал неожиданно резко отступил в Брюнн, но венские укрепления оставались у шведов. Лишь в октябре 1645 года оставшимся имперским войскам под командованием Леопольда Вильгельма удалось выдавить шведов из венских укреплений на окружающие земли. В благодарность за освобождение города Фердинанд III повелел возвести на венской площади Ам-Хоф колонну Святой Марии.

## Вторая турецкая осада Вены в 1683 году

Снятие осады с Вены в 1683 году. Венский военно-исторический музей

После Тридцатилетней войны при императорах Фердинанде III и Леопольде I в Вене началось масштабное строительство фортификационных сооружений. При Фердинанде III до 1657 года из придворной казны на эти задачи было выделено более 80 тыс. гульденов. Строительные работы завершились в 1672 году, что было своевременно, поскольку через десять лет в 1683 году турки осадили Вену во второй раз. В течение почти двух месяцев оборону Вены от турок держали 20 тыс. человек под командованием Штаремберга. Превосходящие силы противника численностью 120 тыс. человек полностью разорили окружающие Вену земли.
После снятия осады с города звезда и полумесяц, символы императора и папы римского, украшавшие шпиль собора Святого Стефана с 1519 года, были заменены на крест.

## XVIII век

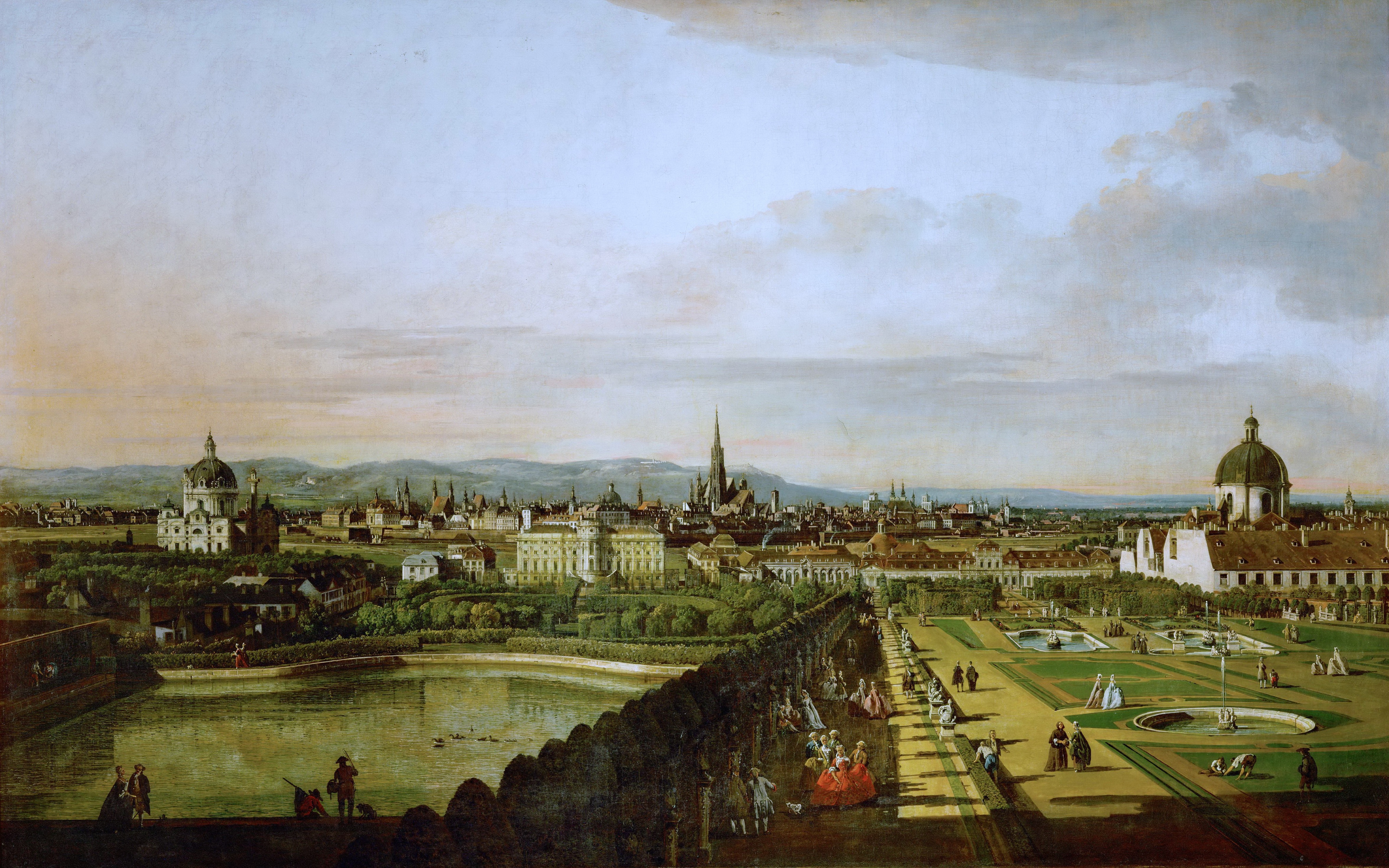
Бернардо Беллотто. Вид на Вену эпохи барокко

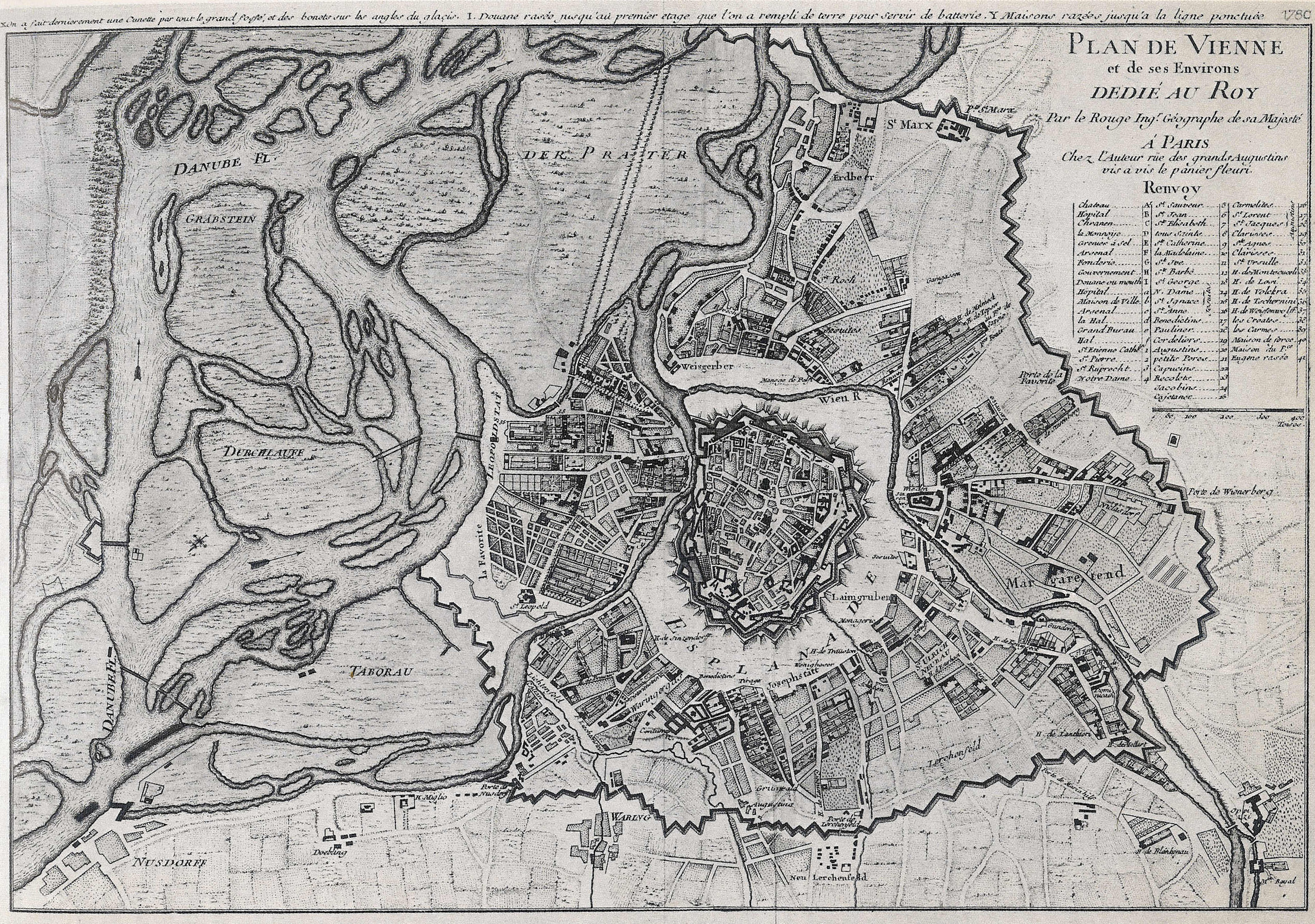
Вена в 1780 году

После победы над турками под Веной в 1683 году город охватило бурное строительство. В ходе восстановительных работ Вена обрела барочный облик благодаря деятельности архитекторов Иоганна Бернхарда Фишера фон Эрлаха и Иоганна Лукаса фон Хильдебрандта. Строительство активно развернулось в венских предместьях: дворяне переселялись туда во дворцы с садами, ведь после бесспорных побед принца Евгения Савойского в них крепла уверенность в том, что этим новым сооружениям турки более не угрожают. Так появились известные дворцы Лихтенштейнов, Шёнборнов и Шварценбергов, а также венский Бельведер, дворец с садом принца Евгения. В 1704 году предместья обзавелись собственной масштабной системой укреплений — Линейным валом.
По окончании последних крупных эпидемий чумы в 1679 и 1713 годах в Вене наблюдался последовательный рост численности населения. К 1724 году в городе проживало около 150 тыс. человек, к 1790-му — уже 200 тыс. Это время ознаменовалось открытием мануфактур, первая из них возникла в Леопольдштадте на месте основанного в 1620 году еврейского гетто, жители которого были изгнаны в 1670 году. Город также решал проблемы гигиены: была обустроена система канализации и уборки улиц. В этот период была введена нумерация домов и появились первые зачатки почтовой службы.
При императоре Иосифе II в 1783 году была произведена реформа городского управления: были введены собственные чиновничьи должности в городском магистрате. В это время также были ликвидированы кладбища в черте Внутреннего Города.

## Наполеон в Вене, бидермейер и революция 1848 года

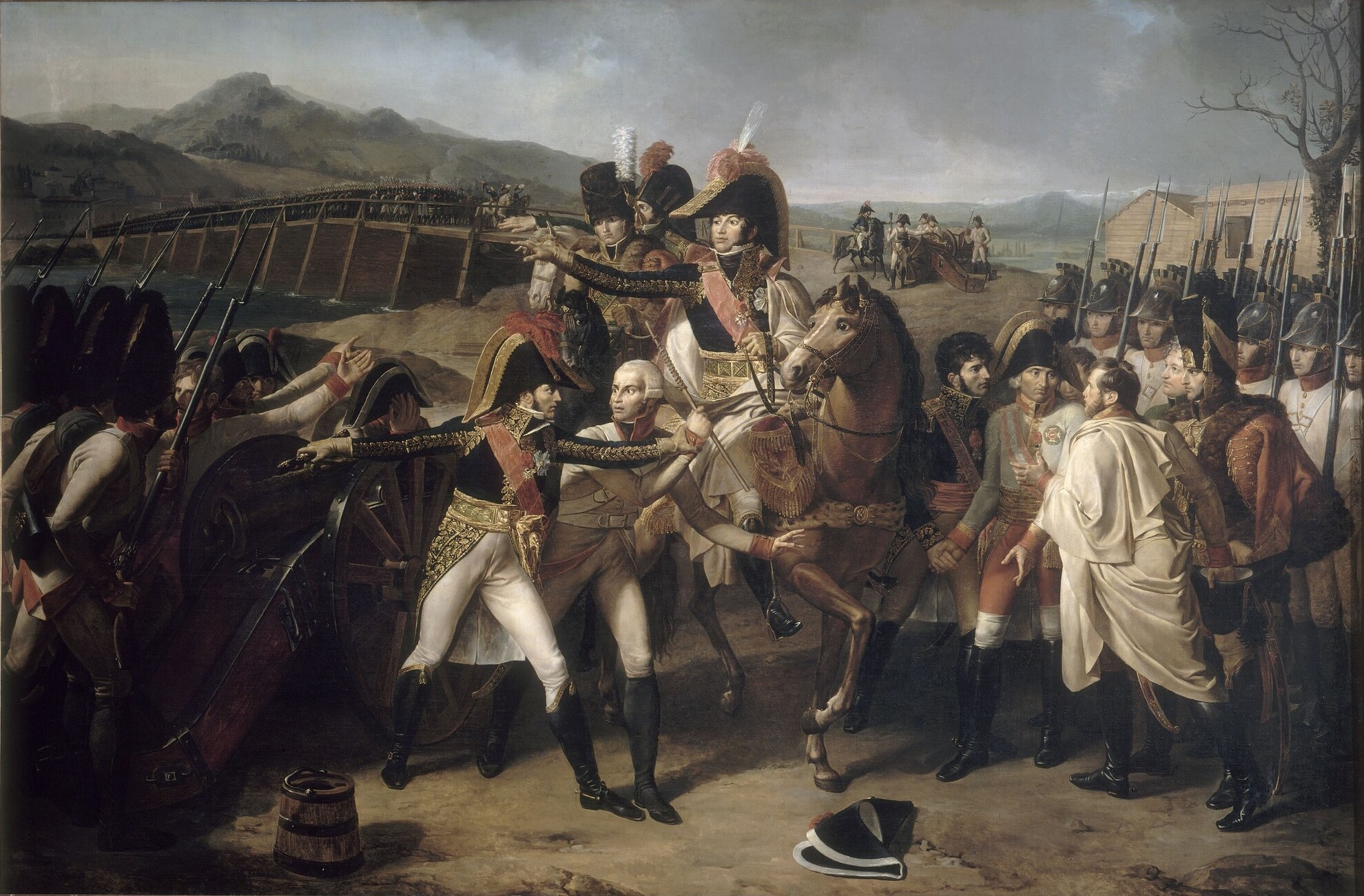
Г. Гийон-Летьер. Занятие моста через Дунай. Маршалы Ланн и Мюрат вместе с генералом Бертраном 13 ноября 1805 года хитростью убеждают австрийского генерала передать им контроль над мостом Таборбрюкке

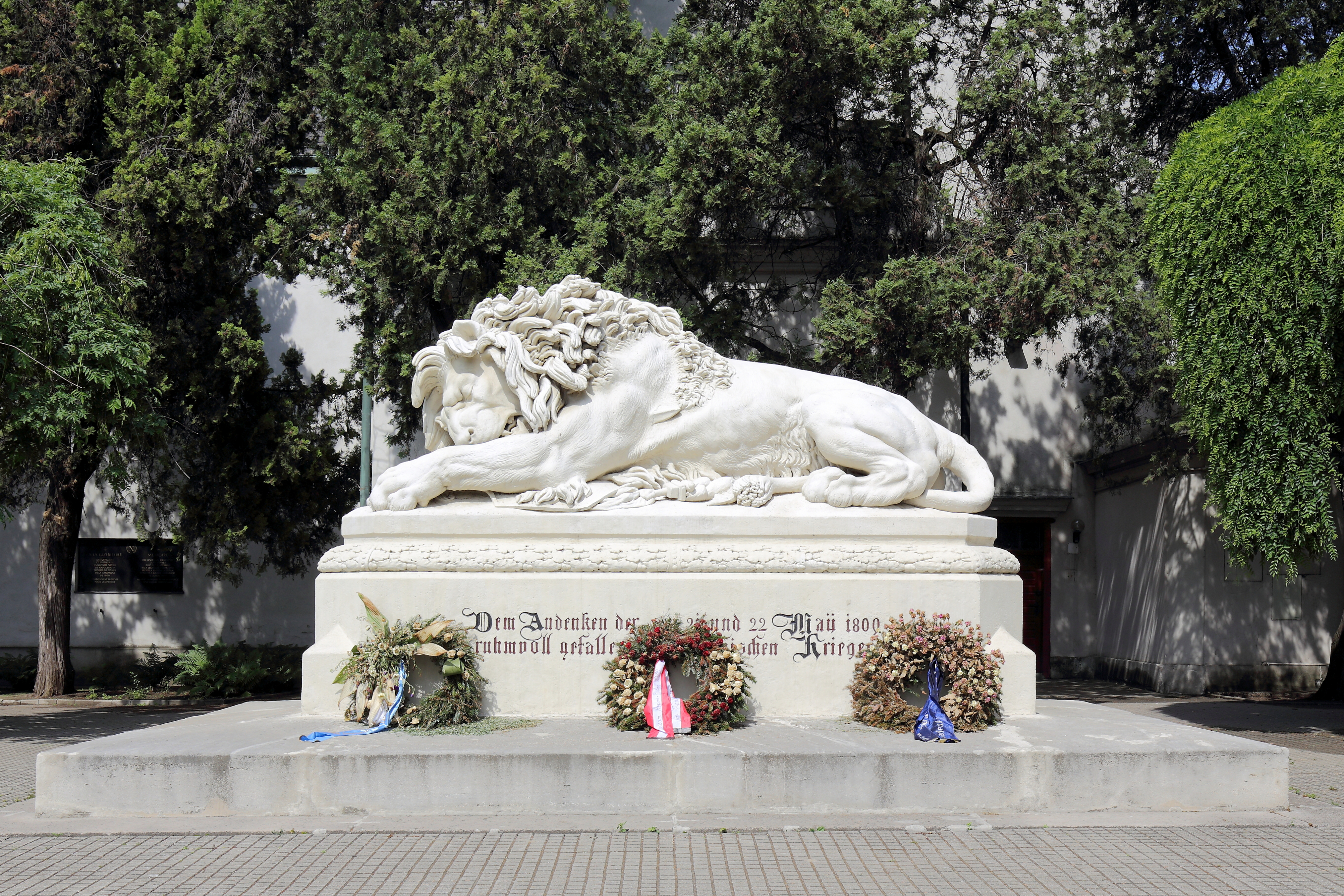
Аспернский лев, памятник австрийским солдатам, павшим в наполеоновских войнах

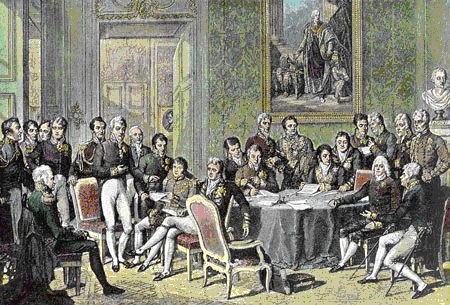
Венский конгресс переформатировал властные отношения в Европе и обеспечил мир

Во время наполеоновских войн Вена дважды была завоёвана французскими войсками.
Первый раз Вена была взята без боя 13 ноября 1805 года: три французских маршала с белым флагом перешли Дунай по мосту Таборбрюкке, в то время единственному и хорошо защищённому из венских мостов, и убедили австрийское командование в том, что война уже закончена. За это время Великая армия беспрепятственно вошла в город, и венцы приветствовали оккупантов скорее с любопытством, чем с отвращением. На следующий день Наполеон въехал во дворец Шёнбрунн. Он вооружил 10 тыс. человек в венской национальной гвардии и затем, покидая Вену, оставил им нетронутым арсенал. Между Францией и Австрией был заключён Пресбургский мир.
Во второй раз Вена была взята в мае 1809 года, причём только после сильного обстрела современного Старого города. Наполеон унизил императора Франца II и вновь поселился в Шёнбрунне. Вскоре Наполеон потерпел своё первое крупное поражение в Асперн-Эсслингской битве, но уже спустя шесть недель победил в Ваграмской битве. Французские офицеры сопровождали гроб с останками Йозефа Гайдна. 15 августа 1809 года французский император отметил в Вене своё 40-летие, в его честь в Вене звонили колокола во всех церквях. В общем Наполеон пробыл в Вене во время второй оккупации города около пяти месяцев.
В этот период несколько значимых германских правителей заключили в Париже Рейнский союз, протектором которого был назначен Наполеон. Император Священной Римской империи Франц II с балкона придворной церкви в Вене объявил 6 августа 1806 года о роспуске своей империи. Под впечатлением от коронации французского императора он ещё в 1804 году учредил Австрийскую империю. Столицей до роспуска Австро-Венгрии в 1918 году оставалась Вена.
После окончательной победы над Наполеоном в результате освободительных войн с 18 сентября 1814 года по 9 июня 1815 года заседал Венский конгресс, переформатировавший политические отношения в Европе. В рамках конгресса состоялись многие общественные мероприятия, что позволило Шарль-Жозефу де Линю произнести получившую известность фразу: «Конгресс танцует, но не движется вперёд». Развлекательные мероприятия обошлись Австрии в немалую сумму, что нашло своё отражение в следующей шутке о наиболее важных участниках Венского конгресса:
Александр любит за всех,
Фридрих Вильгельм думает за всех,
Фредерик Датский говорит за всех,
Максимилиан Баварский пьёт за всех,
Фридрих Вюртембергский жрёт за всех,
император Франц платит за всех.

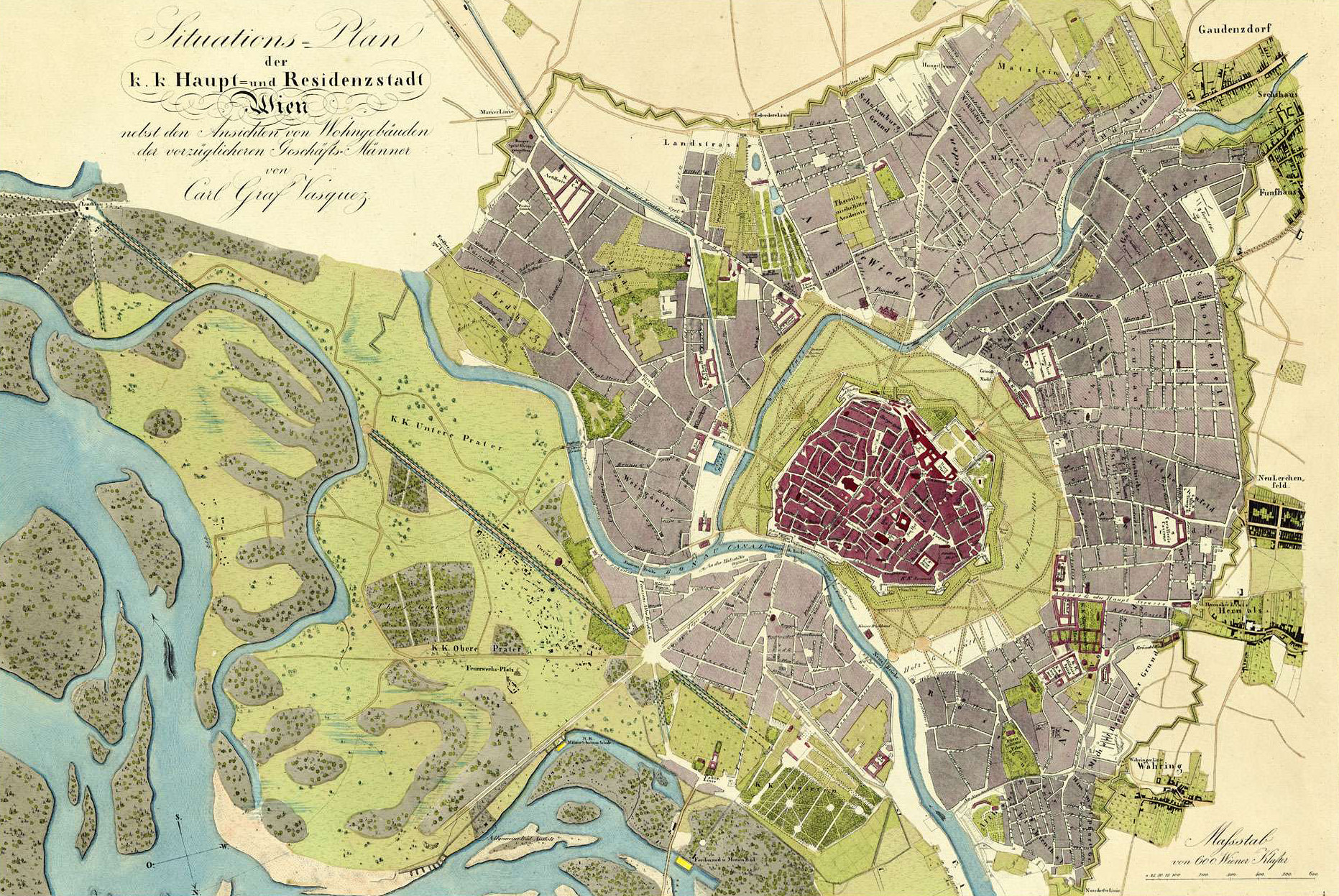
Вена около 1830 года

Относительно долгий период мира от Венского конгресса 1815 года до революции 1848 года в странах Германского союза называют эпохой бидермейера. Термин также используется в отношении этапа в истории культуры, ярко проявившегося в Вене, где творили такие известные художники, как Фердинанд Георг Вальдмюллер и Рудольф фон Альт. В это время в Вене, всё ещё окружённой крепостной стеной, началась интенсивная индустриализация. В 1830 году Вена пережила необычно сильное наводнение на Дунае, были затоплены современный II район и другие поселения у Дуная, городу был нанесён серьёзный ущерб. В 1837 году началась эксплуатация первого участка императорской северной железной дороги от предместья Флоридсдорф до Дойч-Ваграм. Большое значение в Вене приобрёл водный транспорт по Дунаю.
Революция 1848 года во Франции 1848 года отозвалась и в Вене. 13 марта началась Мартовская революция, вынудившая в конце концов выйти в отставку Меттерниха, а 6 октября вызвавшая Венскую октябрьскую революцию. Порыв граждан участвовать в политической жизни был подавлен императорской армией, только в Вене в ходе кровавых боёв осенью 1848 года погибло около двух тысяч революционеров.

## Развитие в эпоху грюндерства

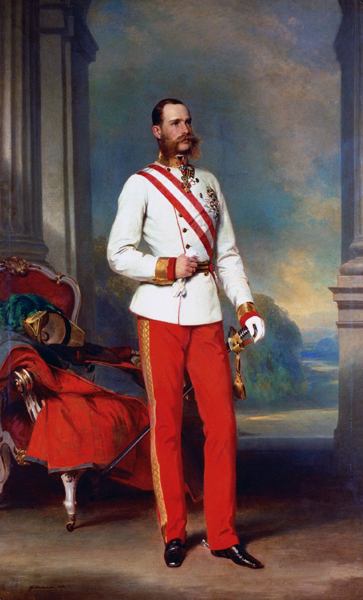
При императоре Франце Иосифе I Вена пережила период невиданного расцвета искусства, культуры и архитектуры

В 1848—1849 годах в Австрии было ликвидировано феодальное помещичье землевладение. В 1849 году императорским патентом от 17 марта 1849 года был принят временный закон о коммунах на территории всей австрийской монархии, кроме Венгрии. В нём говорилось: «Предместья всегда должны составлять с городом единую местную коммуну». В 1849 году 34 пригородных коммуны были подчинены венскому городскому совету и в 1850 году официально вошли в состав Вены.

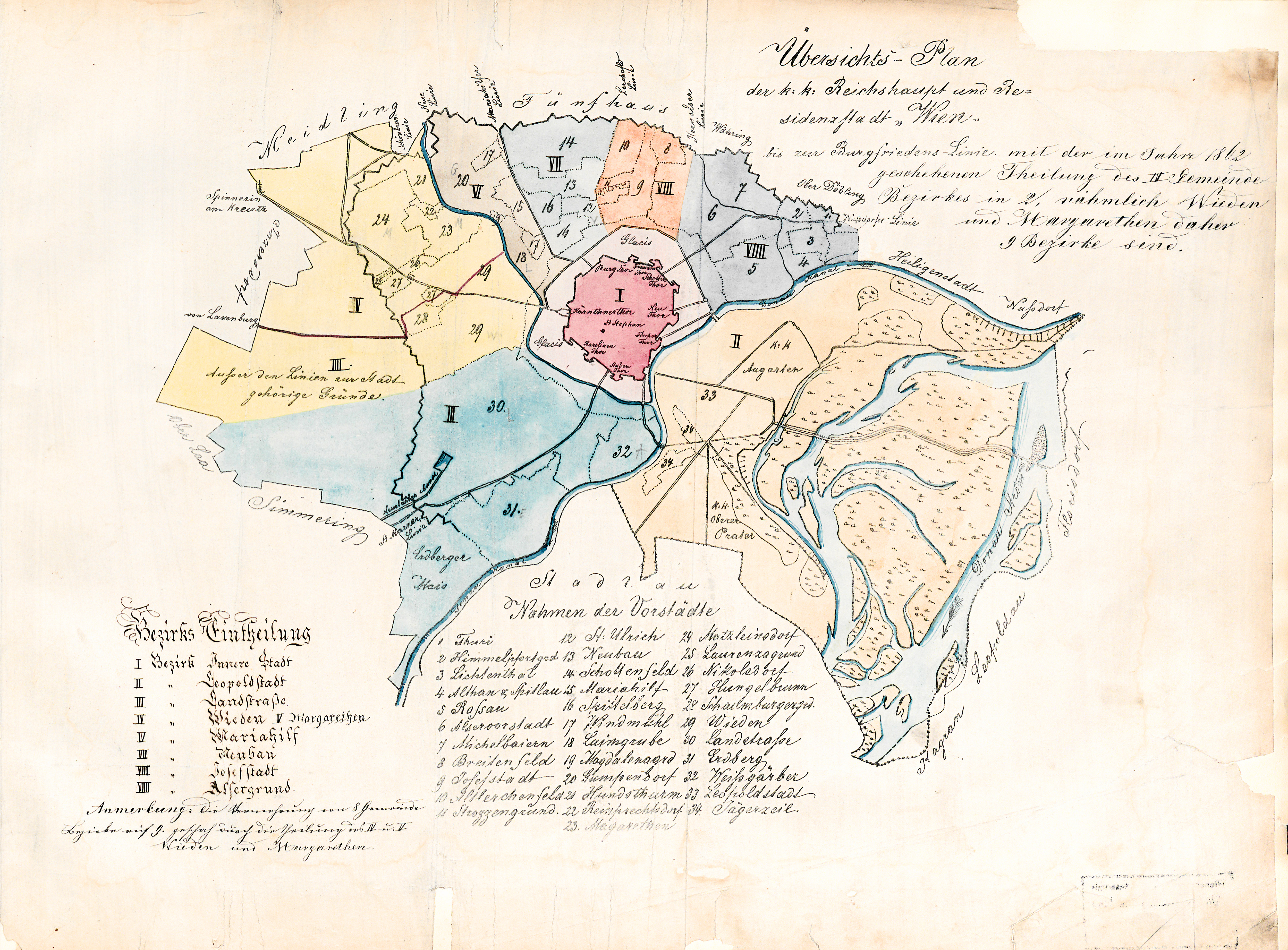
Административное деление Вены в 1865 году

Первое укрупнение города потребовало разделения городской территории на районы. Так прежние городские земли вместе с большей частью гласиса образовали I район, предместья распределили по остальным восьми районам.
В 1858 году по приказу императора Франца Иосифа I от 20 декабря 1857 года начался снос городской стены и равелинов. На их месте к 1865 году появилась помпезная Рингштрасе, на которой со временем выросли монументальные здания. Этот эклектичный венский архитектурный стиль получил соответствующее название — «стиль Рингштрасе».
В 1861 году либералы одержали победу на первых выборах после эпохи неоабсолютизма. В 1867 году благодаря австро-венгерскому соглашению Австрия обрела стабильную конституцию, но не стабильное правительство, поскольку ликвидировать значительные противоречия в интересах восьми национальностей Цислейтании было невозможно. Избирательное право поначалу предоставлялось лишь немногим состоятельным гражданам мужского пола, в 1882 году его получили так называемые «мужчины с пятью гульденами», а в 1907 году в Австрии было провозглашено всеобщее избирательное право для мужского населения. Женщины завоевали избирательные права только в 1918 году в республике, по окончании Первой мировой войны.
Кульминационным событием этого периода считается Всемирная выставка 1873 года, проходившая в венском Пратере. Опасения коммерческой неудачи Всемирной выставки, вызванные перегревом конъюнктуры, привели 9 мая 1873 года, спустя девять дней после открытия мероприятия, к панике на бирже, вошедшей в историю как биржевой крах 1873 года. Многие банки, компании и инвесторы остались у разбитого корыта, эпоха грюндерства и расцвета либерализма завершилась внезапно.

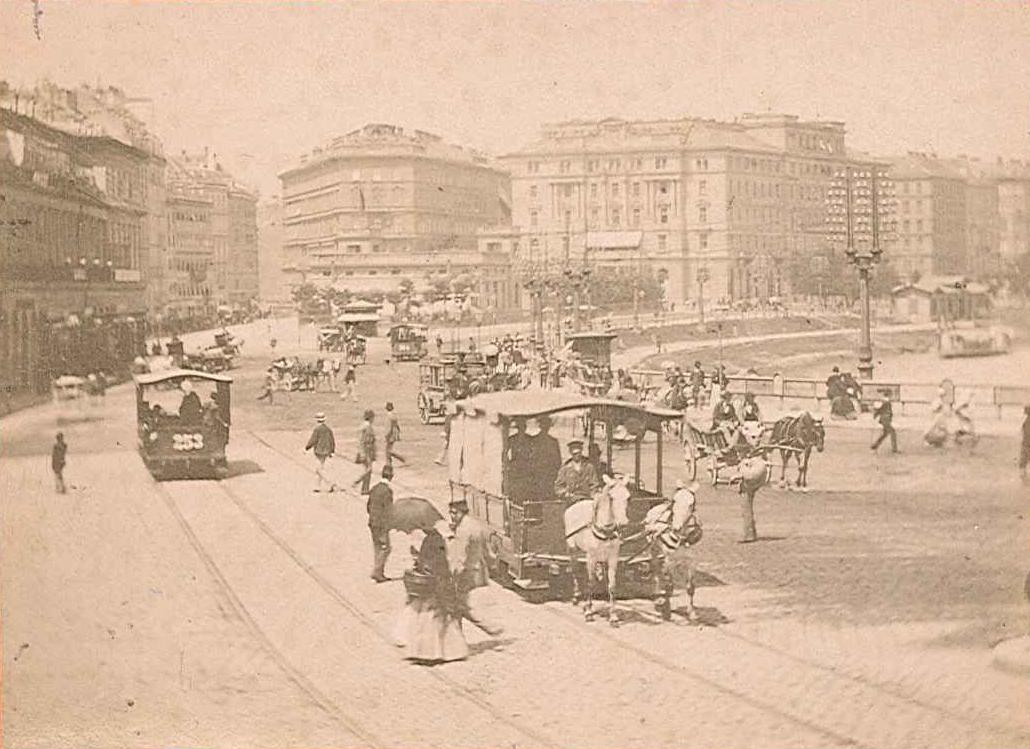
Набережная Франца Иосифа в 1875 году

После крупного наводнения 1830 года вопрос о регулировании русла и уровня воды в Дунае постоянно находился в сфере внимания городских властей. После следующего разрушительного наводнения 1862 года работы по руслу Дуная проводились в 1870—1875 годах. Многочисленные боковые рукава Дуная были засыпаны, основное русло реки шириной 284,5 м было выпрямлено, по левому берегу была предусмотрена зона затопления шириной 474,5 м. Паровые экскаваторы для этих земляных работ прибыли со строительства Суэцкого канала. Прежнее русло стало водоёмом под названием Старый Дунай. Рукав реки во Внутренний Город сохранился в суженной форме и получил ошибочное по сути название Дунайский канал. Затраты на эти работы были поделены поровну между городом, землёй и государством.

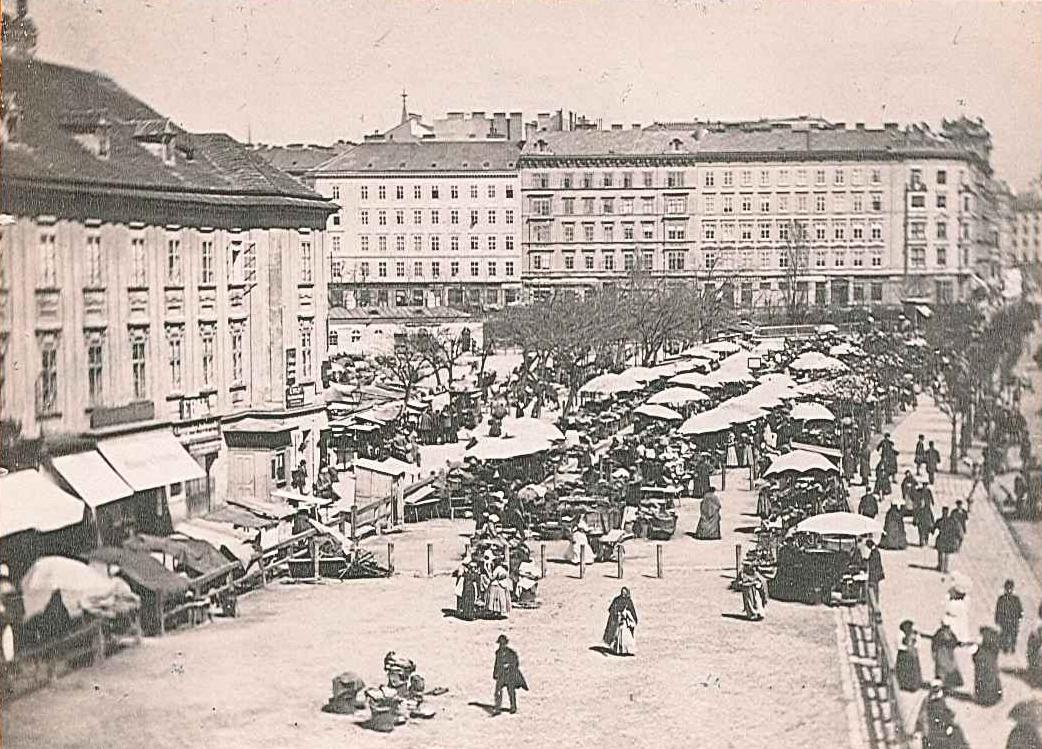
Фруктовый рынок в 1875 году

В 1873—1874 годах городские территории к югу от Линейного вала, называвшиеся III, IV и V районами были объединены и вместе с другими городскими землями образовали X район Фаворитен, ныне район Вены с самой большой плотностью населения.
В 1890 году Вена укрупнилась во второй раз: венские пригороды, представлявшие собой самостоятельные коммуны, согласно закону Нижней Австрии с 1 января 1892 года были реорганизованы в XI—XIX районы. Между бывшими предместьями и пригородами начиная с 1860-х годов с внешней стороны Линейного вала была проложена Гюртельштрассе с трамвайными путями. С 1894 года начался снос Линейного вала, а в 1895—1901 годах параллельно Гюртельштрассе, в долине реки Вены и вдоль Дунайского канала строился Венский штадтбан. Русло реки Вены по всей территории города было отрегулировано, в зоне современного Нашмаркта и площади Карлсплац в центре города реку полностью убрали под землю.

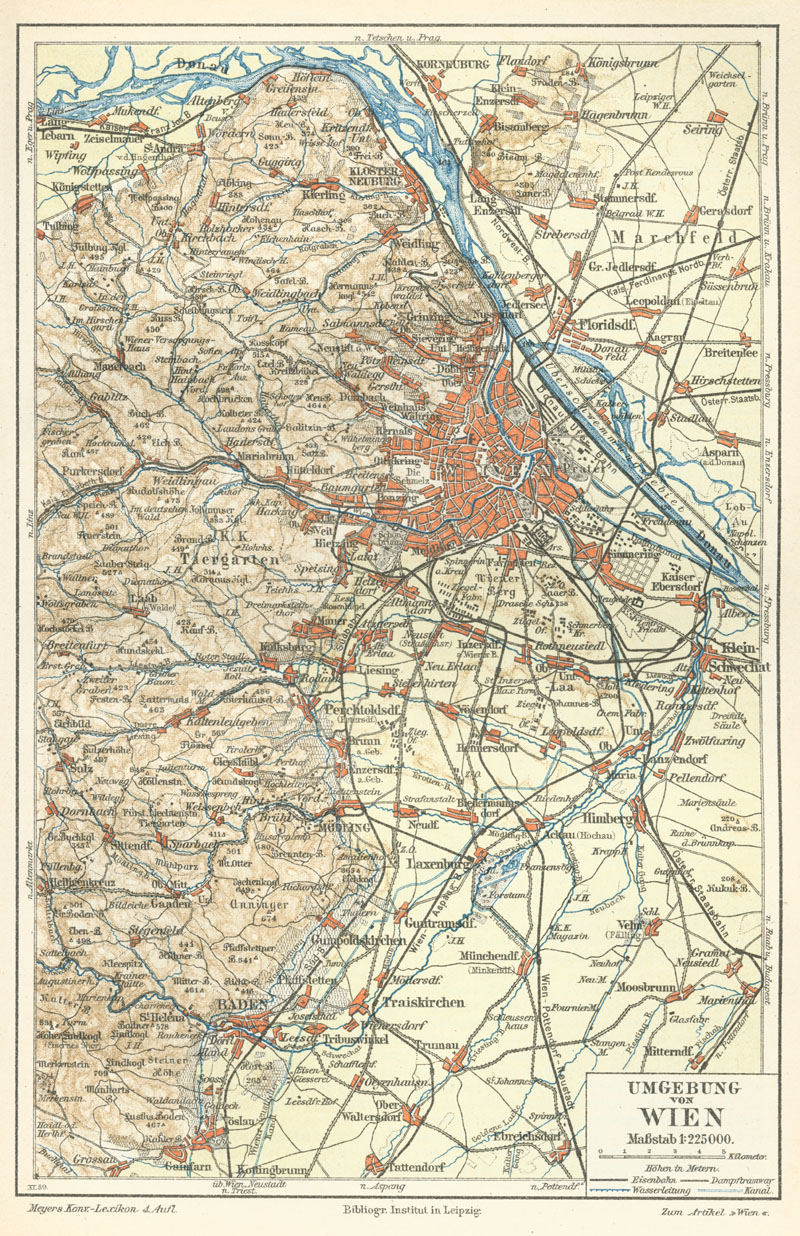
Вена около 1888 года

Благодаря включению в городскую черту венских пригородов и миграционным процессам население Вены значительно выросло во второй половине XIX века. Большая часть мигрантов прибывала из славянских территорий монархии, прежде всего Богемии и Моравии и включала в себя, с одной стороны, ремесленников (портных, слесарей и т. п.), а с другой — неквалифицированных рабочих, прежде всего в строительстве и кирпичном производстве (так называемых «богемских кирпичников»). Об их прискорбном социальном положении в серии статей писал Виктор Адлер. Славянские мигрантки в Вене работали в обслуге, нарицательным в немецком языке стало выражение «богемская кухарка». Блюда венской кухни, в особенности мучные, отчётливо испытали чешское влияние. По некоторым оценкам, на рубеже веков в Вене проживало более 25 тыс. чехов и словаков. Несмотря на масштабный отток населения после 1918 года в новообразованную Чехословакию по данным переписи населения 1923 года из 1 865 780 венцев родным языком 81 345 жителей города были чешский или словацкий языки. В Вену также переезжали евреи из восточных регионов монархии. Если на 1800 год евреев в Вене практически не было, то в 1890 году численность еврейского населения города достигла около 12 %. Эти значимые миграционные процессы серьёзно повысили напряжение между разными группами населения и обеспечили успех националистическому движению и антисемитской демагогии.
Переписи населения регулярно проводились в Вене с 1869 года. В 1910 году в Вене проживало 2 031 000 человек, тем самым Вена стала четвёртым городом мира после Нью-Йорка, Лондона и Парижа, население которых превысило два миллиона человек.

## Финдесьекль: Вена на рубеже веков

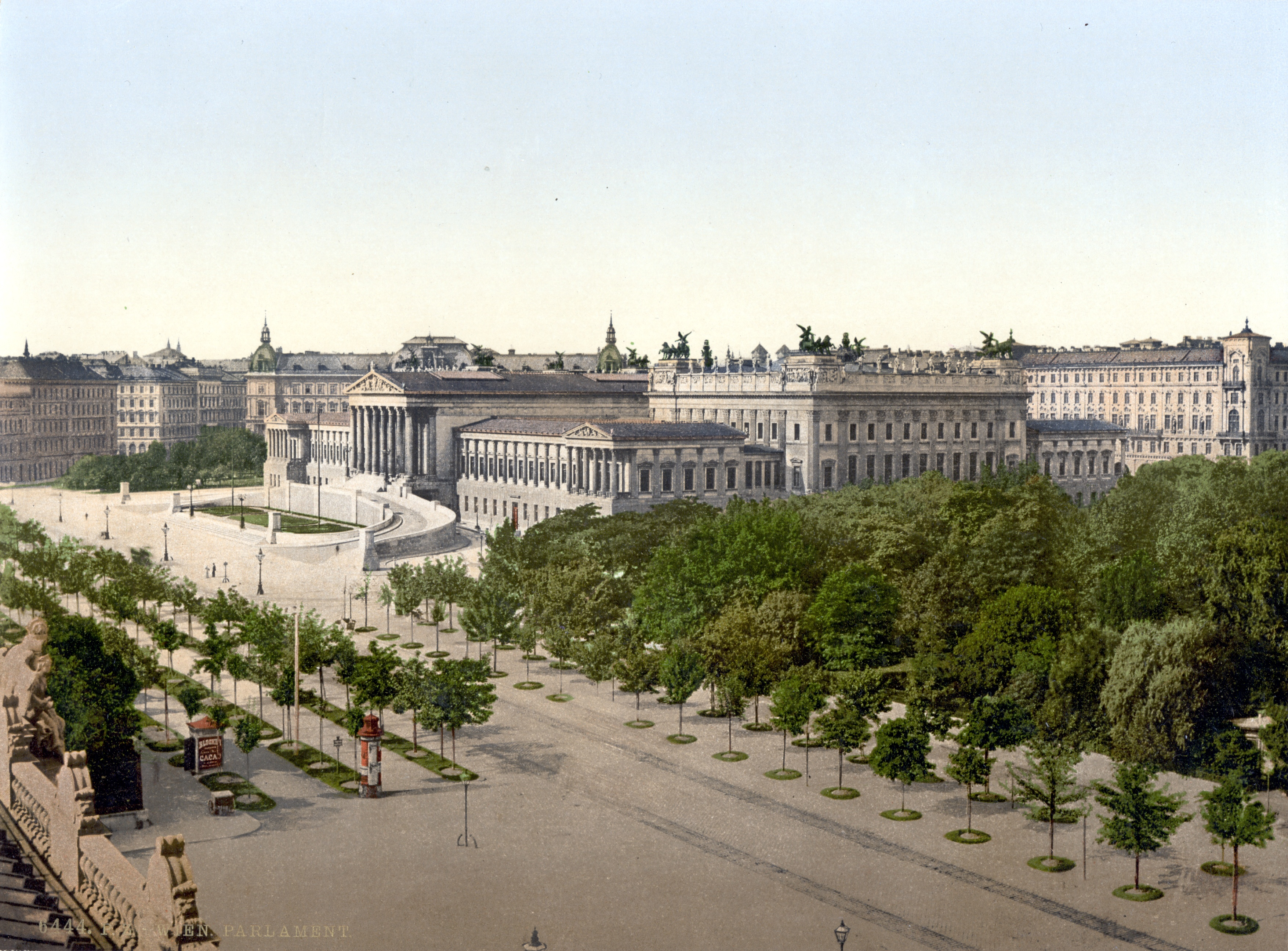
Здание парламента на Рингштрассе. 1900

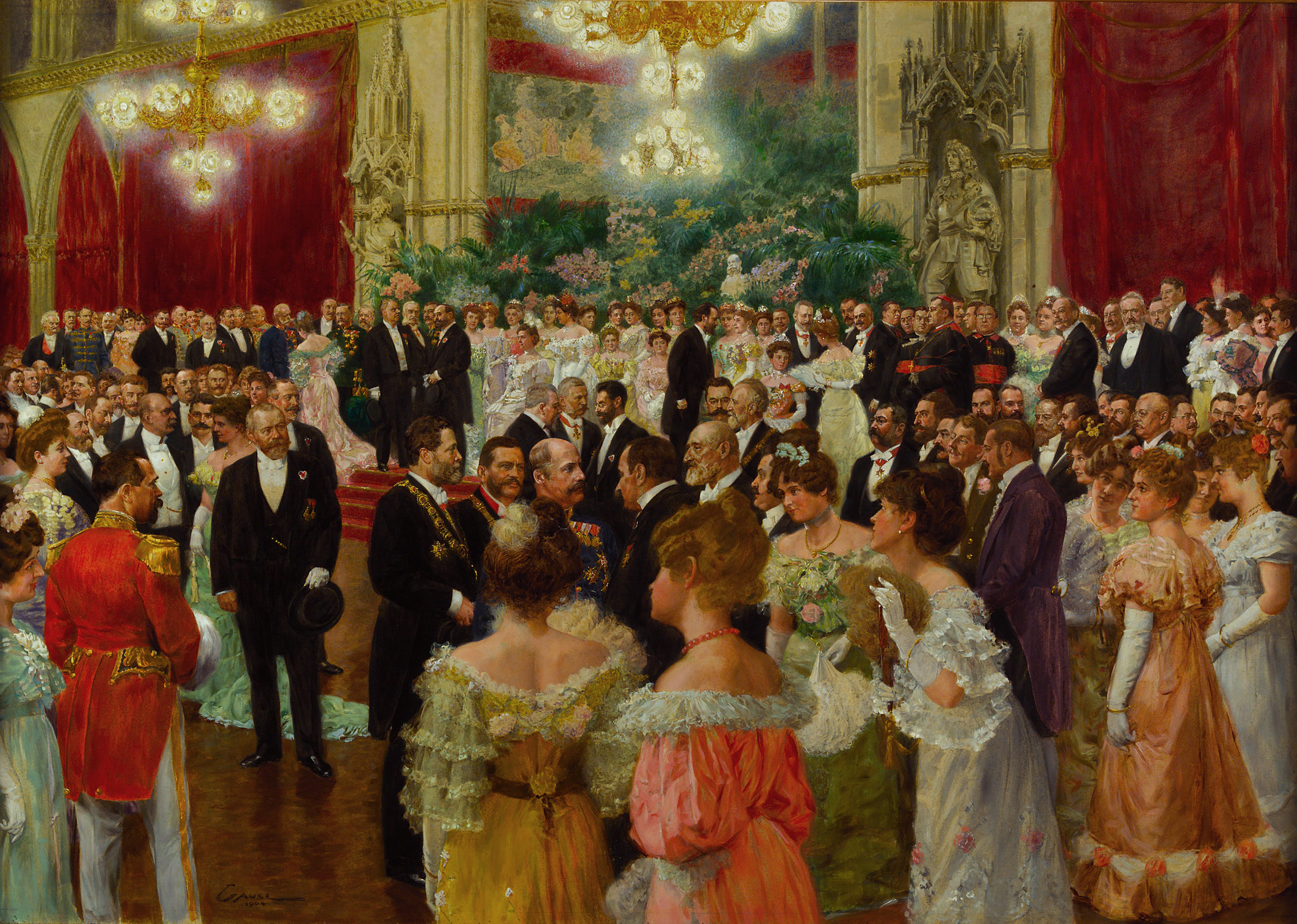
Бал в венской ратуше у бургомистра Карла Люгера. 1904

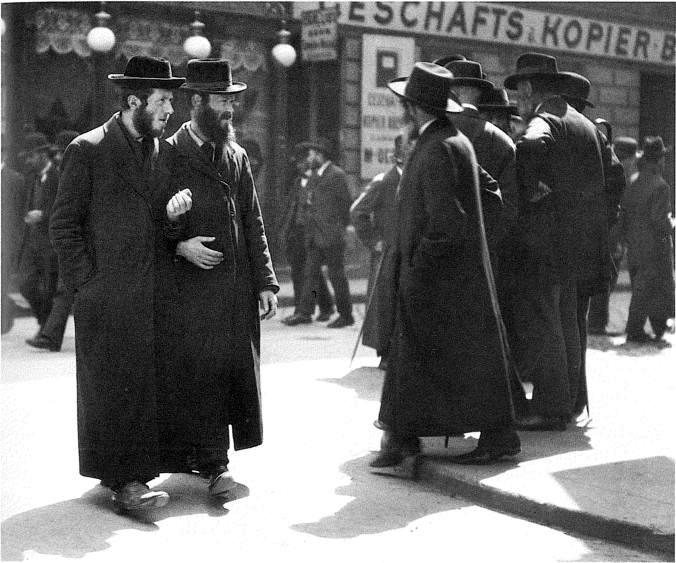
Ортодоксальные евреи на Кармелитской площади в Леопольдштадте. 1915

На рубеже XIX и XX веков в Вене, городе с мировым значением, активно развивалась культурная и общественная жизнь, город притягивал к себе художников, литераторов, учёных. Вена считалась центром модерна благодаря Отто Вагнеру, Густаву Климту, Эгону Шиле и художественному объединению «Венский сецессион», названному по характерному зданию на площади Карлсплац. Позднее в Вене проживали такие знаменитости, как Зигмунд Фрейд, Густав Малер и Адольф Лоос, а также Адольф Гитлер, И. В. Сталин и Л. Д. Троцкий.
В 1890—1910 годах лидером венской городской политики стал Карл Люгер. При нём в ведение муниципалитета были переданы трамвайный транспорт, электростанция, газовый завод и сфера ритуальных услуг. К его заслугам относят возведение второго высокогорного водовода и формирование лесного и лугового кольца вокруг города. Ради сохранения власти Люгер и его Христианско-социальная партия препятствовали предоставлению избирательных прав на муниципальном уровне рабочему классу, несмотря на то, что с 1907 года мужское население Австрии пользовалось всеобщим равным, тайным и прямым избирательным правом. Не в силу убеждений, а с целью консолидации голосов он встал на позиции яростного и риторически искусно преподносимого антисемитизма. Именно поэтому принципиально отвергавший антисемитизм император Франц Иосиф I, без согласия которого назначение а должность бургомистра Вены не могло состояться, утвердил Люгера в должности лишь после четвёртой процедуры выборов в городском совете. Вступление Люгера в должность в связи с этим затянулось на два года.
По социальному положению избиратели из числа сторонников Христианско-социальной партии в то время относились к ремесленникам, домовладельцам, чиновникам и другим служащим. Эти группы населения испытывали страх прежде всего перед рабочими и крупными капиталистами. Рабочие требовали для себя соответствующий уровень благосостояние и право участвовать в политической жизни. Еврейские промышленники и банкиры играли важную роль в экономике Габсбургской монархии (и занимались меценатством в области культуры, например, Витгенштейны, Ледереры или Блох-Бауэры), а промышленность воспринималась многими ремесленниками могущественным конкурентом. Стратегия христианско-социальных политиков поэтому состояла в том, чтобы как можно дольше не давать рабочим прав участия в муниципальных выборах. Крупных капиталистов еврейского происхождения нейтрализовали демагогией, их клеймили как «чуждых народу элементов» и пропагандировали к ним ненависть. Адольф Гитлер, презиравший многонациональность населения Вены, восхищался Люгером. Тем не менее бургомистр Вены чётко разделял демагогию для народа и фактическую политику: ему приписывается фраза: «Кто еврей, решаю я». Если еврей представлял для него интерес, его происхождение не являлось препятствием для сотрудничества с бургомистром. Кроме того, Люгер никогда не высказывался категорически против миграции, в отношении славянского населения города он говаривал: «Оставьте моих богемцев в покое!»
Незадолго до смены веков население Вены превысило один миллион человек, до 1916 года за счёт прибывавших из Галиции в Первую мировую беженцев оно увеличилось до 2,2 млн жителей. Большое внимание Вене было уделено в дорогостоящем проекте 1904—1908 годов по исследованию городов на территориях распространения немецкого языка, составившего 51 том книжной серии «Документы крупных городов». Особую тему исследования составило сравнение Берлина и Вены, двух имперских столиц. Прогрессивный Берлин в то время олицетворял цивилизацию, технику, искусственность и рассудительность, хранившая свои традиции Вена — культуру, духовность, чувственность и сердечную теплоту. Любая уважавшая себя газета имела собственного корреспондента в Вене или Берлине.

## Первая мировая война и Первая Республика

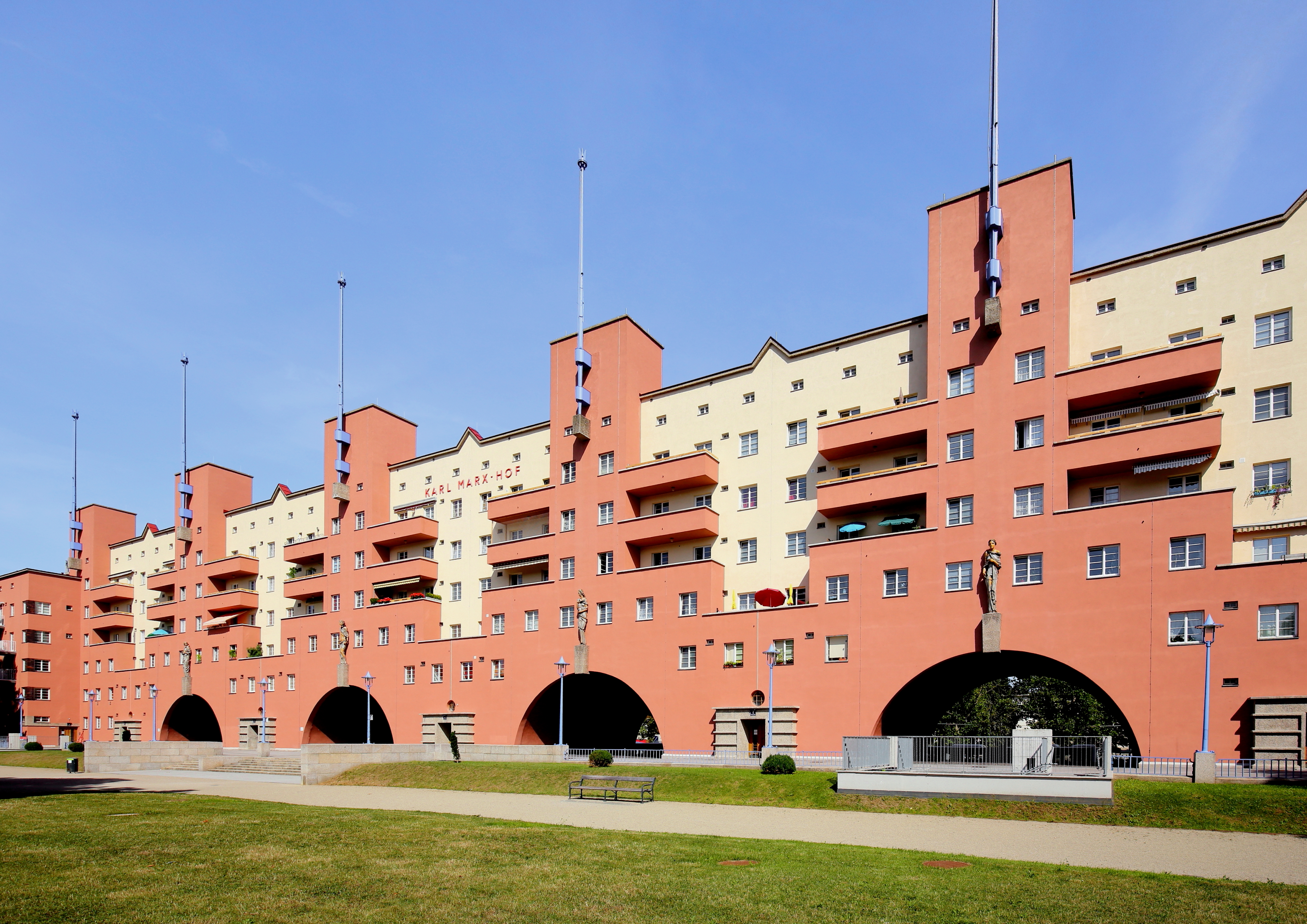
Карл-Маркс-Хоф — типичный пример социального жилищного строительства «Красной Вены» в 1920-х годах

Первая мировая война не стала непосредственной угрозой для Вены, но привела к опустошительному кризису в снабжении города товарами народного потребления вследствие экономической блокады со стороны стран Антанты, выразившегося в дефиците продуктов питания и одежды.
Конец мировой войны ознаменовал и падение австро-венгерской монархии. В конце октября 1918 года Венгрия полностью отделилась от Австрии, ненемецкие области Старой Австрии в заявительной форме вышли из состава государства. Оставшаяся Германская Австрия объявила себя 12 ноября 1918 года республикой, но по настоянию держав-победительниц сменила в 1919 году своё название на Австрийскую республику. Вена в новом государстве с существенно меньшей территорией воспринималась слишком большой. Население сконцентрировалось в столице, государственная бюрократия и штаб-квартиры предприятий всё ещё ориентировались на крупное государство. В целях экономии во многих учреждениях прошли сокращения, что негативно сказалось на Вене и её центральных органах. Развивавшаяся в дунайской монархии метрополия для маленькой республики имела раздутые штаты.
В густонаселённом бывшем эрцгерцогство Австрийское на Энсе проживала почти половина населения уменьшившейся Австрии. Оставшиеся шесть федеральных земель чувствовали себя выброшенными за борт. Христианско-социальные и социал-демократические политики вскоре согласились выделить Вену из состава Нижней Австрии.
Согласно Федеральному конституционному закону, вошедшему в основном в современную конституцию Австрии, с 10 ноября 1920 года Вена получила статус федеральной земли. В этот день город принял собственную конституцию. С конца Первой мировой войны в Вене доминировала социал-демократия, за что город получил название «Красная Вена». Социал-демократы сформировали как городское, так и земельное правительство. Городской сенат бургомистра Роймана одновременно являлся одним из девяти земельных правительств Австрии.
До конца 1921 года Вена де-юре в имущественных отношениях являлась частью федеральной земли Нижняя Австрия, собственность земли предстояло разделить между двумя новыми землями. В этот период заседал общий ландтаг, который принимал решения только по формальным вопросам, но общего земельного правительства уже не было. Административная комиссия в составе пяти человек готовила окончательный раздел собственности. 29 декабря 1921 года раздел земель, зданий и сооружений, долей в страховании, психиатрических больниц и т. д. был произведён между Веной и Нижней Австрией. С 1 января 1922 года Вена стала полностью независимой от Нижней Австрии федеральной землёй Австрии.
Приблизительно с 1923 года и до начала Великой депрессии «Красная Вена» сосредоточилась на строительстве коммунального жилья и других социальных учреждений, финансировавшемся из средств, полученных от налога на жилищное строительство, частное жилищное строительство практически остановилось из-за принятого ещё в 1917 году имперским правительством закона о защите арендаторов и фиксации арендной платы в военное время.
Небольшое государство Австрия находилось в сложном экономическом положении, с 1920 года ситуация усугублялась продолжающимися противоречиями между консерваторами на федеральном уровне и «Красной Веной». Возникший в Италии фашизм привёл к радикализации и поляризации противостоящих политических лагерей. У социал-демократов в 1923—1924 годах из рядов Социал-демократической партии Австрии сформировался Республиканский шуцбунд, хорошо организованная паравоенная организация. Ему противостояли хеймверы, образовавшиеся преимущественно в сельской местности непосредственно после Первой мировой войны из отрядом местной самообороны и других боевых союзов и впоследствии поддерживавшиеся Бенито Муссолини как противовес рабочему классу и крупным промышленникам. Хеймверы имели два крыла: монархическое и немецко-националистское.

## Сословное государство и австрофашизм в 1934—1938 годах

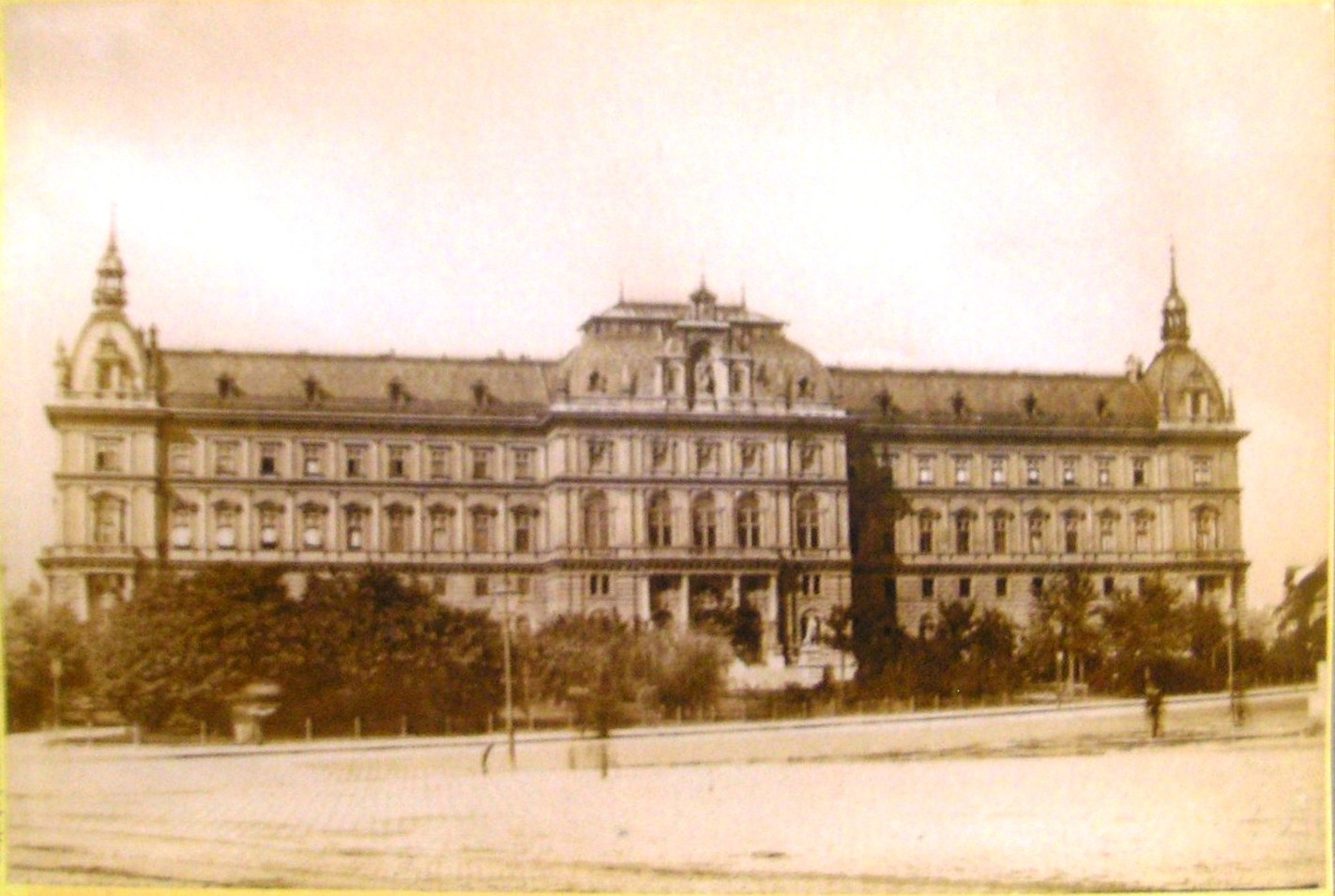
Пожар в венском Дворце правосудия ознаменовал собой финал Первой Австрийской Республики

Пожар во Дворце правосудия 15 июля 1927 года в связи с оправданием обвиняемых по делу об убийствах на демонстрации левых в Шаттендорфе, разорение крупнейшего в Австрии банка Creditanstalt в 1931 году и, наконец, паралич парламента обозначили путь Австрии к авторитарному режиму, который официально опирался на неприменимый по сут закон о военном положении. Против диктаторского курса канцлера от Христианско-социальной партии в ходе трёхдневной гражданской войны 12 февраля 1934 года выступили части уже запрещённой социал-демократической оборонной организации Республиканский шуцбунд. Энгельберт Дольфус, с 1932 года занимавший должности федерального канцлера и министра иностранных дел, ещё в 1933 году запретил деятельность НСДАП, КПА и шутцбунда, после февральских боёв в 1934 году запрет на деятельность получили и социал-демократы.
В феврале 1934 года бургомистра Карла Зейца, не участвовавшего в гражданской войне, силой выдворили из ратуши, социал-демократический городской совет и земельное правительство были распущены. «Сословное государство» лишило Вену положения одной из девяти федеральных земель и объявило столицу городом в непосредственном подчинении федерации. Бургомистром в диктаторском правительстве без проведения выборов был назначен представитель Христианско-социальной партии Рихард Шмиц.
Энгельберт Дольфус, а вслед за ним и Курт Шушниг сформировали «Отечественный фронт», который в период австрофашизма фактически выполнял роль единой партии. Авторитарное сословное государство правило поначалу на основе чрезвычайных декретов и 1 мая 1934 года декретом установило конституцию «Федерального государства Австрия». С целью создания рабочих мест в Вене в 1935 году началась прокладка дороги через Венский Лес к смотровой площадке на Каленберге. Социал-демократы, коммунисты и национал-социалисты перешли на подпольную работу. Попытка национал-социалистского путча в июле 1934 года, в ходе которого в Ведомстве федерального канцлера на венской площади Бальхаусплац был убит Дольфусс, провалилась. Не увенчалась успехом и запоздалая попытка канцлера Шушнига мобилизовать венских рабочих — социал-демократов на борьбу с национал-социалистами в марте 1938 года. В рабочем общежитии во Флоридсдорфе собрались проверенные люди, принявшие решение поддержать правительство в борьбе с Гитлером, но национал-социалистов было уже не остановить.

## Третий рейх и Вторая мировая война

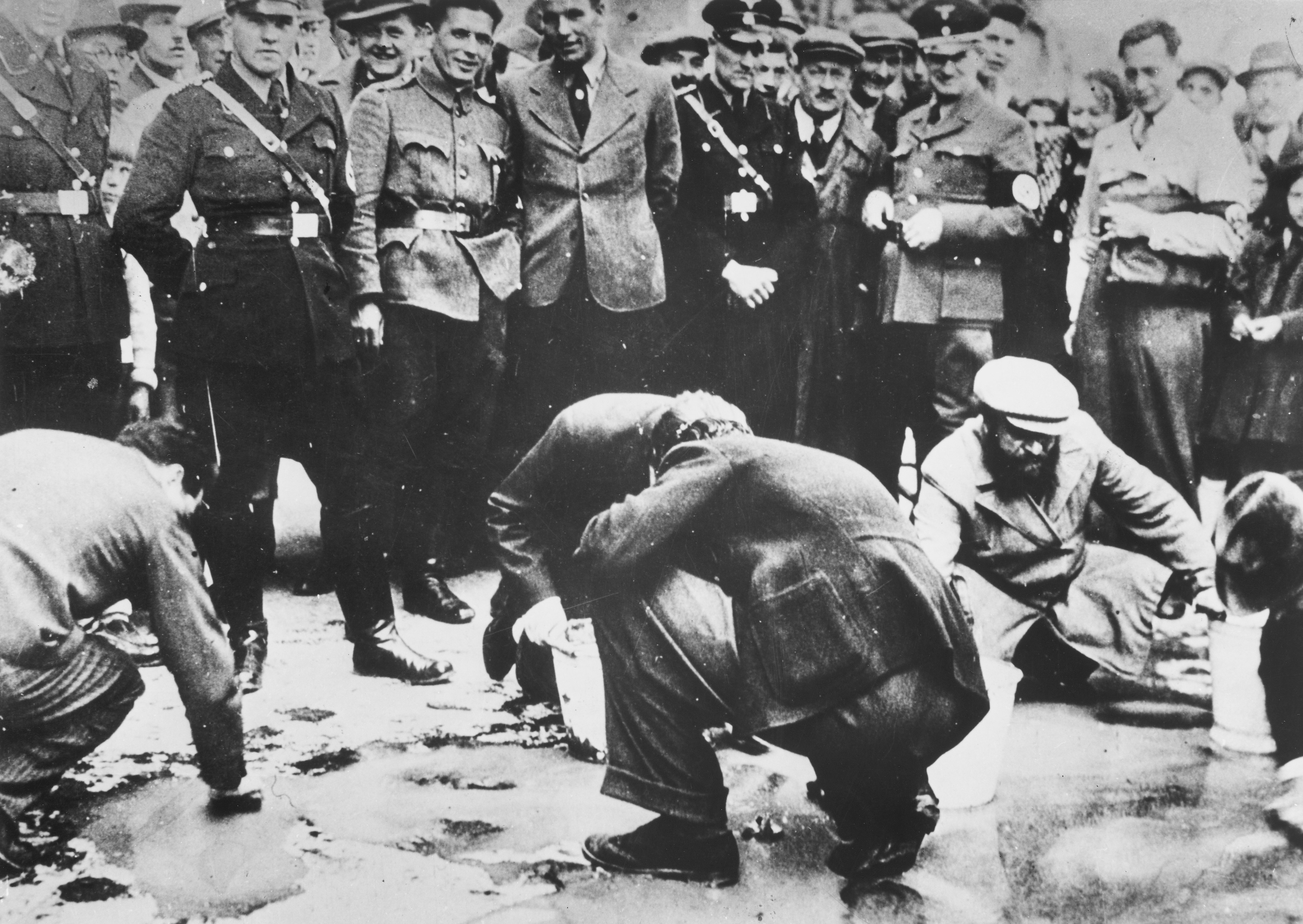
После аншлюса Австрии венских евреев при участии горожан заставили чистить тротуары

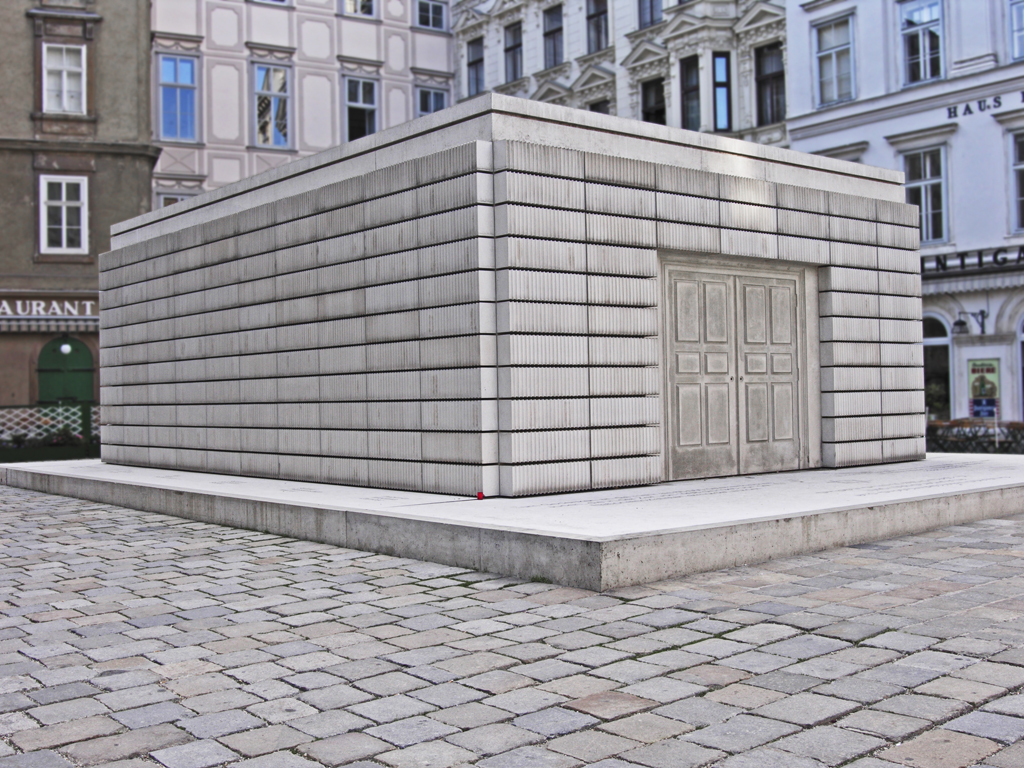
Мемориал жертвам холокоста в Австрии на площади Юденплац

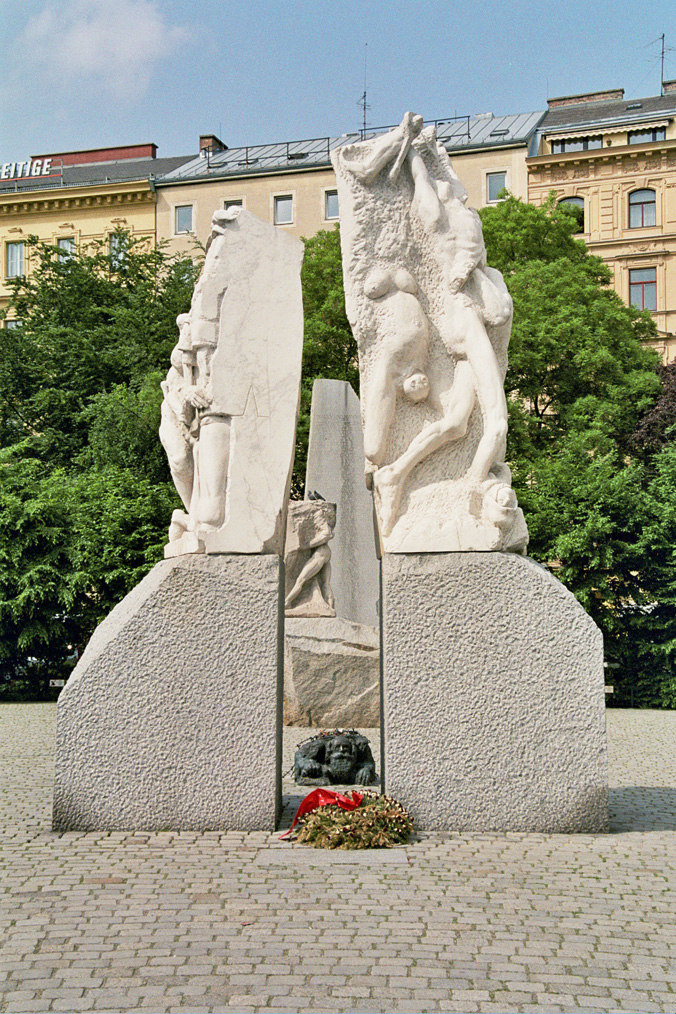
Мемориал жертвам войны и фашизма работы Альфреда Грдлички

12—13 марта 1938 года состоялся так называемый аншлюс Австрии, в результате которого она вошла в состав Третьего рейха: австрийские национал-социалисты изгнали чиновников непопулярного «сословного государства» и взяли власть в свои руки для ввода в страну вермахта.
15 марта 1938 года сотни тысяч отчасти ликующих, отчасти любопытствующих венцев собрались на площади Хельденплац, чтобы заслушать величайший, по выражению Адольфа Гитлера, доклад в его жизни: «Перед лицом истории я заявляю, что отныне моя родина вступила в Германскую империю». Вена до 1938 года в течение сотен лет являлась столичным городом, но в Германской империи ей было суждено деградировать в рейхсгау. Поэтому для поднятия настроения венцам было объявлено: если Берлин является самым крупным городом Великой Германии по численности населения, то Вена станет самым крупным германским городом по занимаемой площади.
В ходе большой реконструкции города осенью 1938 года 91 населённый пункт в пригородах Вены был включён в состав города, XIV и XXI районы были укрупнены, а также созданы XXII, XXIII, XXIV, XXV и XXVI районы. Таким образом рейхсгау Большая Вена площадью 1224 км² стал самым крупным городом Германской империи по занимаемой площади. Городское управление Вены было реформировано по национал-социалистическому образцу. Гауляйтерами Вены являлись последовательно Одило Глобочник, Йозеф Бюркель и Бальдур фон Ширах.
В 1941 году национал-социалистское городское управление отмечало год Моцарта в связи со 150-летием со дня смерти «германского композитора». Венский филармонический оркестр при национал-социалистах был признан высококлассным оркестром, который за пределами должен был свидетельствовать о нормальном положении с культурой в воюющем Третьем рейхе. Последний концерт венских филармоников в Третьем рейхе состоялся в 1945 году, когда советские войска уже готовились к взятию города.
Политика Гитлера, направленная на истребление евреев, в Вене с её многовековым и с начала XX века укреплявшимся антисемитизмом дала обильные всходы. Непосредственно после перехода власти к национал-социалистам началась так называемая «дикая аризация»: все, кто хотел и мог, грабил соседей-евреев, выгонял их из их квартир и магазинов и любым другим способом выказывал своё презрение. Такой совсем не неожиданный для нацистской бюрократии всплеск враждебности к евреям вскоре был переведён в организованные формы дискриминации, лишения прав, изъятия и других бюрократических процедур, внешне соответствующих порядку.
Во время ноябрьских погромов начиная с 9 ноября 1938 года в Вене было разрушено 92 синагоги. Сохранилась только одна городская синагога во Внутреннем Городе. В ней отобранные нацистским режимом венские евреи организовывали эмиграцию и депортацию единоверцев. Во дворце Ротшильдов, ныне Трудовой палате Вены располагался эйхмановский Центральный пункт еврейской эмиграции в Вене, фактически занимавшийся изъятием у евреев средств, депортацией и истреблением евреев. Около 120 тыс. человек, составлявшим почти две трети еврейского населения Вены, удалось выехать за границу. Около 60 тыс. человек остались в Австрии и большей частью погибли в лагерях смерти. На момент окончания войны 200-тысячное еврейское население Вены сократилось до 5 243 человек, в основном это были выходцы из смешанных браков с арийцами, имевшие защиту. Жильё, освобождавшееся в результате гонений на евреев, передавалось арийцам, не выкраденные мебель и домашняя утварь венских евреев выгодно продавались на аукционах.

### Воздушная война

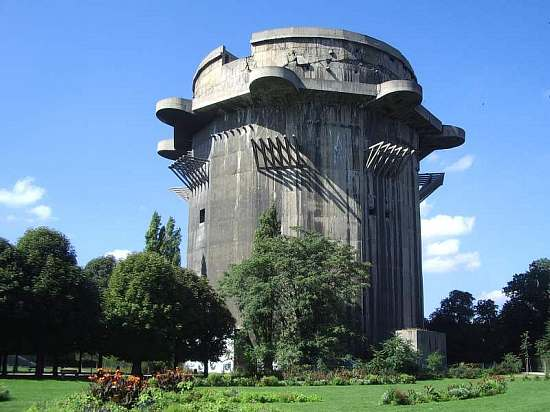
Зенитная башня в Аугартене входила в систему ПВО города в Третьем рейхе

Во время войны Вена долгое время считалась «имперским бомбоубежищем», недоступным для бомбардировщиков антигитлеровской коалиции. Тем не менее, в целях предосторожности в городе были возведены зенитные башни, а для Шираха на Галлицинберге на западе был оборудован гауляйтерский наблюдательный пункт.
Бомбардировки Вены начались 17 марта 1944 года, после капитуляции Италии. Главными целями воздушных налётов были нефтеперерабатывающие заводы во Флоридсдорфе, а также транспортная инфраструктура в целом. Ковровых бомбардировок, как в Гамбурге или Дрездене, не производилось. Почти пятая часть города подверглась разрушению. В центре Вены, лишившемся трети застройки, пострадали здание Государственной оперы и Альбертины. Пожар в соборе Святого Стефана, устоявшем в воздушную войну, начался не в результате боевых действий, а от рук мародёров, когда огонь перекинулся с соседнего здания. Около двух сотен человек оказалось погребено в бомбоубежище под Филипсхофом близ Альбертины 12 марта 1945 года, где в настоящее время установлен Мемориал против войны и фашизма работы Альфреда Грдлички. В апреле 1945 года после поражения гитлеровских войск в восьмидневной битвы за Вену в город со стороны Венгрии вошли части Красной армии. В целом в результате авианалётов на Вену погибло около 8800 человек.

### Штурм Вены
29 марта 1945 года советские войска достигли границ современного Бургенланда, и штурм Вены стал неизбежным. В боях были задействованы части Юго-Западного и 2-го Украинского фронтов. Гауляйтер Вены пресекал любые попытки объявить город «свободным городом» по примеру Рима. Советское командование планировало окружить Вену с трёх сторон: с востока наступала пехота, с юга — десант, а с запада — танки. Операция началась 5 апреля. Соединения вермахта, в десять раз уступавшие по численности советским войскам, вскоре отступили, взорвав мосты через Дунай. Ожесточённые уличные бои развернулись в Зиммеринге и вдоль Дунайского канала. В ночь с 11 на 12 апреля советские войска переправились через Дунайский канал. Леопольдштадт и Бригиттенау были взяты в кратчайшие сроки. Бои к северу от Дуная продолжались вплоть до 18 апреля. При обороне Вены вермахт потерял убитыми 19 тыс. человек, в плен попало 47 тыс. солдат. В war in kurzer Zeit abgeschlossen. В ходе Венской наступательной операции советские потери составили 18 тыс. человек.

### Военные потери
Считается, что по сравнению с другими городами потери Вены во Второй мировой войне были умеренными. По данным отдела городского строительства в результате военных действий в городе было пострадало 46 862 сооружения, что составляет 41 % от имевшихся в наличности. Из них подверглись полному разрушению или получили значительные повреждения 6 214 зданий. Была утрачена восьмая часть жилого фонда Вены: 86 875 жилых помещений (36 851 — полностью разрушено, 50 024 — значительно повреждено). Разрушению подверглись многочисленные промышленные предприятия, полностью все мосты через Дунай, почти все мосты через Дунайский канал и все крупные железнодорожные станции. Крупный ущерб был нанесён инфраструктуре города, историческому и культурному фонду. По оценке 1945 года убытки, нанесённые Вене Второй мировой войной, составили 2,5 млрд австрийских шиллингов.
Таким образом, со времён Габсбургов иностранцы занимали Вену 5 раз: в 1485 году — войска Венгерского королевства, в 1805 и 1809 годах — войска Наполеона I, в 1938 году — гитлеровцы и в 1945 году — Советская армия.

## Вторая Республика

### Четыре сектора Вены

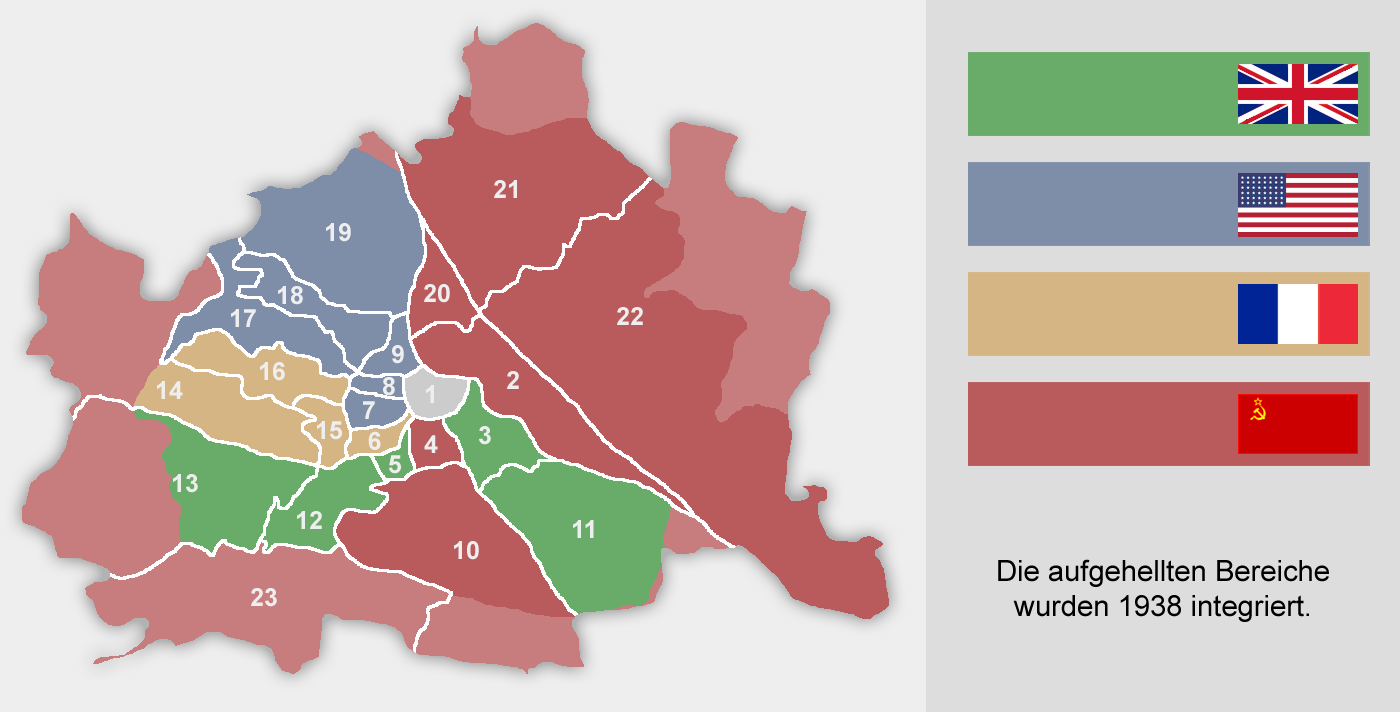
Четыре сектора оккупации Вены

По окончании Второй мировой войны Вена, изначально оккупированная советскими войсками, в сентябре 1945 года получила четырёхсторонний статус по образцу Берлина и перешла под совместное управление союзников.
Уже спустя несколько дней после прекращения боёв в городе было назначено временное правительство. 13 апреля 1945 года советская администрация назначила бургомистром Вены члена КПА Рудольфа Прикрыла. Спустя три дня должность бургомистра перешла социал-демократу Теодору Кёрнеру. Началось восстановление политических партий. 29 апреля здание парламента было передано оккупационными властями новому временному правительству, избранному 27 апреля 1945 года, и Карл Реннер провозгласил восстановление в Австрии демократической республики.
С согласия Москвы 3 июня 1945 года, до вступления в полномочия оккупационных властей в Вену прибыли представители трёх западных союзников для ознакомления с фактическим положением города с точки зрения разрушений, продовольственного снабжения и санитарной ситуации. Их отчёт описывал неблагоприятную картину, сложившуюся в городе с многочисленными бытовыми проблемами. 1 сентября 1945 года западные державы вступили в свои полномочия в согласованных секторах оккупации. В ноябре 1945 года в Вене прошли первые послевоенные коммунальные выборы. По результатам выборов Социал-демократическая партия Австрии получила в Венском городском совете 58 из 100 мандатов, Австрийская народная партия) — 36 и Коммунистическая партия Австрии — 6. В 1946 году был принят закон о территориальном делении, который в значительной степени отменил принятые в 1938 году положения о расширении городских границ. Советская администрация наложила вето на этот закон, которое было снято в 1954 году. Из-за этого не проводились выборы в районные советы, местную власть представляли назначенные мэры.
Два района Вены, которые до 1938 года не входили в состав города, окончательно отошли Вене: новый XXII район Донауштадт, к северу от Дуная (часть образованного в 1938 году района Гросенцерсдорф) и новый XXIII район Лизинг, на юге. Кроме них, теперь по демократической процедуре в состав Вены были введены Оберлаа и Ротнойзидль (ныне в X районе), Альберн в XI районе, Лайнцер Тиргартен (с 1956 года XIII район), Хадерсдорф—Вайдлингау в XIV районе и Штаммерсдорф в XXI районе.
Восстановленная австрийская полиция находилась под контролем союзнической администрации. Послевоенные годы для недостаточно экипированных полицейских оказались особенно опасными. Половина из зарегистрированных до настоящего времени 50 случаев гибели полицейских на службе относятся к десяти годам оккупации города, большинство из них — 20 — произошли в 1945—1946 годах . Большинство инцидентов в первые послевоенные годы произошли между австрийскими полицейскими и солдатами оккупационных войск.
Главной задачей первых мирных лет было восстановление хозяйства. Пострадавшие традиционные символы города — собор Святого Стефана, Опера и Бургтеатр — стали символами восстановления. Заново отлитый Новый Пуммерин, большой колокол собора Святого Стефана, вернулся на своё место в ходе праздничной церемонии.
С 1950-х годов Вена, как и вся Западная Европа, переживала беспримерный экономический подъём благодаря плану Маршалла. Тем не менее, прирост населения в Вене длительное время не наблюдался, не в последнюю очередь вследствие опустившегося на востоке «железного занавеса», препятствовавшего привычным для города миграционным потокам. 15 мая 1955 года в ходе торжественной церемонии в венском Бельведере состоялось подписание Декларации о независимости Австрии: четыре державы, оккупировавших Австрию, обязались вывести свои войска после ратификации документа в течение 90 дней, то есть в октябре 1955 года.

### 1955—1970 годы

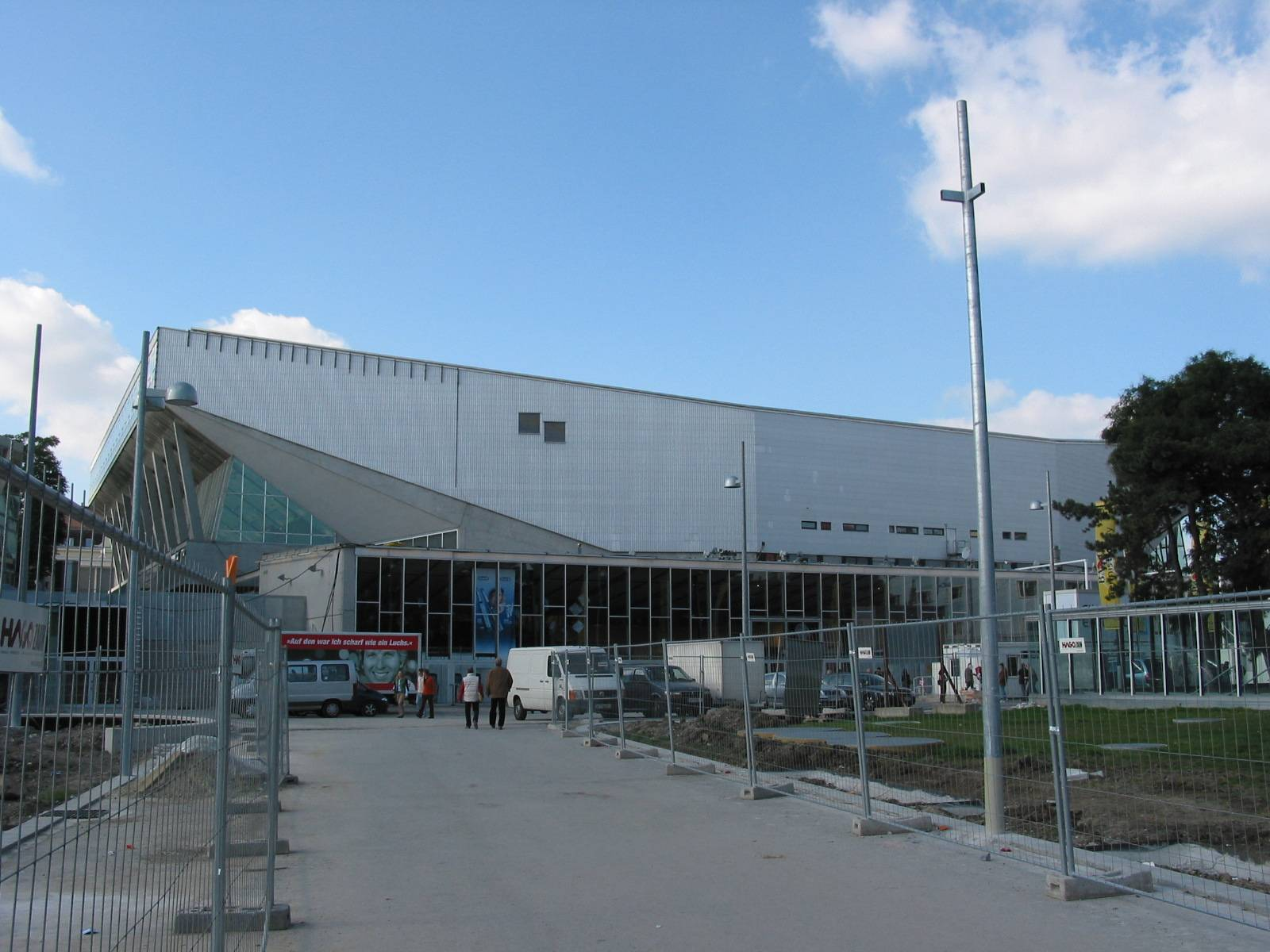
Стадион Винер Штадтхалле — символ послевоенного восстановления Вены

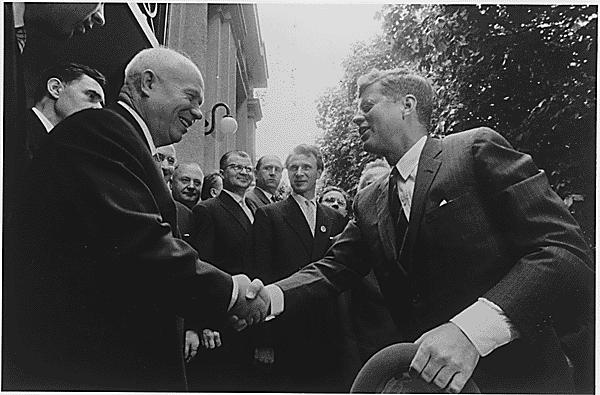
Нейтральная Вена в холодную войну: встреча Кеннеди и Хрущёва в Вене в 1961 году

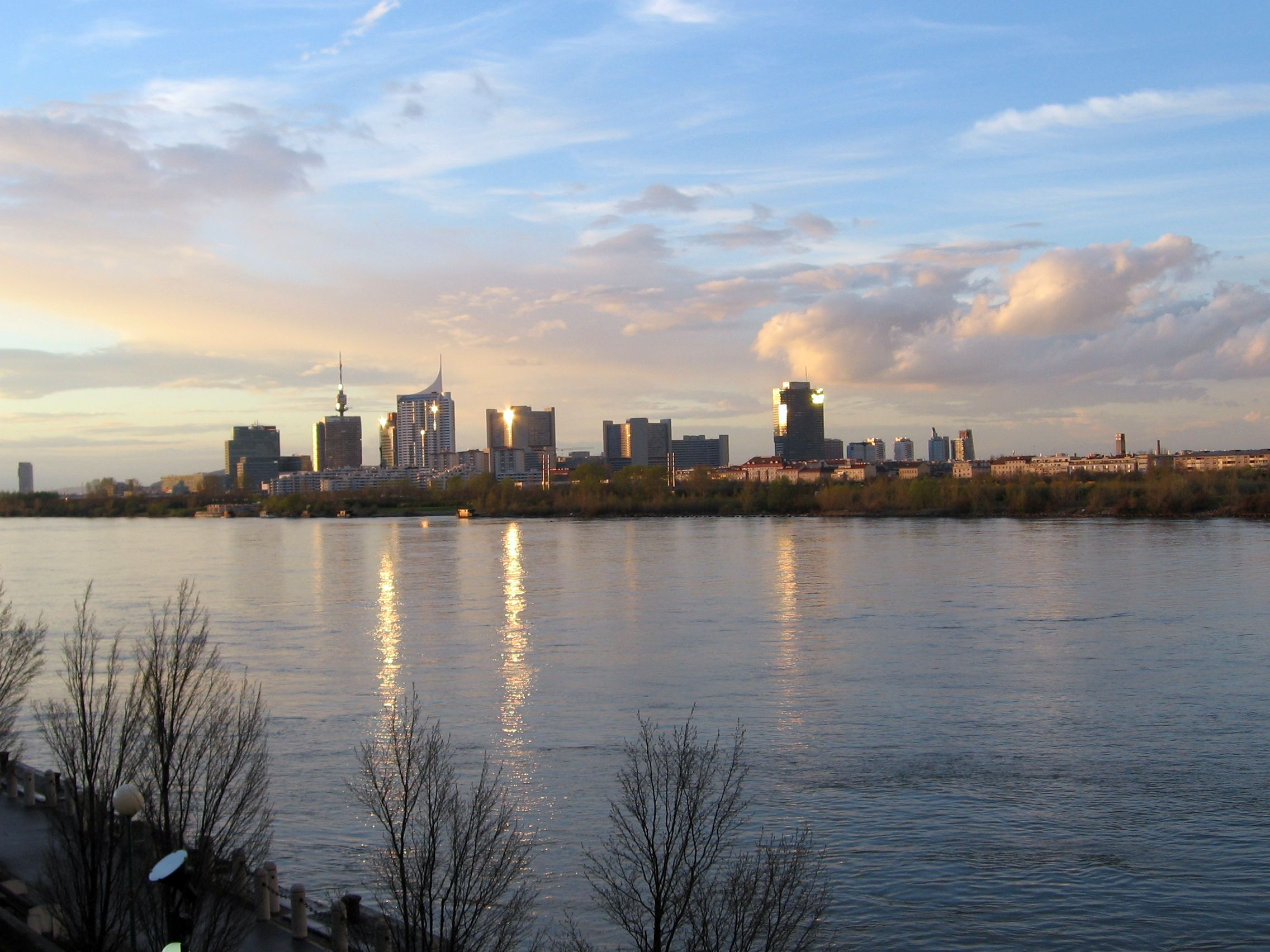
Венский международный центр и другие высотные здания на Дунае

К середине 1950-х годов в Вене начал увеличиваться парк личного автотранспорта. Рост числа автомобилистов обернулся проблемами для достаточно узких венских улочек и проспектов с трамвайными путями. Для решения проблемы город в первую очередь сделал ставку на автобаны, а затем на монорельсовый транспорт и подземку неглубокого залегания, как эффективные виды массового общественного транспорта. Тем не менее, к концу 1960-х годов было принято решение в пользу дальнейшего развития венского метрополитена: и первая новая линия была открыта в 1978 году, и его сеть пополняется новыми станциями. Для решения проблем с парковочными местами в центре в 1960 году у церкви Вотивкирхе была построена первая подземная парковка.
В 1961 году по инициативе Бруно Крайского в Вене состоялась встреча Кеннеди и Хрущёва. Город на десятилетия зарекомендовал себя в качестве места проведения конференций международного уровня.
Среди достижений венской архитектуры 1950—1960-х годов заслуживают упоминания высотка Ringturm и стадион Штадтхалле, возведённый по проекту Роланда Райнера, подготовленному к заявке Вены на проведение летних Олимпийских игр 1964 года.

### 1970—2000 годы
В 1970-е годы был возведён Венский международный центр, ставший третьей вспомогательной штаб-квартирой ООН, тем самым был сделан первый шаг в формировании второго центра на Дунае. На противоположном берегу наиболее значимые и ценные городские кварталы Старого города обрели государственную защиту.
Наиболее важными достижениями в венской урбанистике 1970—1980-х годов считаются остров Донауинзель и отводной канал Новый Дунай в зоне прежнего затопления. Реализация этого проекта обеспечила городу защиту от наводнений, новый автобан по низинному берегу Дуная и зону отдыха. К концу XX века венскую панораму составляли небоскрёбы Andromeda-Tower (XXI район) и Millennium Tower (XX район).
Запланированная на 1995 год Всемирная выставка в Вене рассматривалась в качестве стимула для развития набережных Дуная. Этот градостроительный проект был отклонён в 1991 году по результатам проведённого в Вене референдума, что не помешало реализации других амбициозных проектов городской администрации. На юге города на горе Винерберг (X район) вокруг комплекса Vienna Twin Tower выросли новые высотные дома.
В последнее десятилетие XX века также планировалось возвести комплекс высотных зданий рядом с железнодорожным вокзалом Вена-Центральная, но этот проект мог угрожать статусу объектов всемирного наследия ЮНЕСКО во Внутреннем Городе. Из планируемого был реализован только центр юстиции, а от основного масштабного проекта в 2003 году отказались в пользу более скромного здания.
В последние десятилетия XX века Венский метрополитен утвердился в качестве основного вида общественного транспорта. Первый участок первой из новых веток подземки U1 был введён в эксплуатацию в 1978 году. После обрушения моста Райхсбрюке в 1976 году строительство ветки, продлённой до XX района, было ускорено. Также появились новые станции на линии U3, были реконструированы пути городской электрички к U6.

### В XXI веке
На выборах в городской совет в 2001 году социал-демократы получили абсолютное большинство, сумели повторить успех в 2005 году, но в 2010 году потерпели поражение. С этого времени появилась коалиция с венскими «зелёными». С 2015 года в городском совете вновь представлены пять партий. Михаэль Хойпль, занимавший должность бургомистра с 1994 года, подал в отставку, его преемником стал Михаэль Людвиг.
После падения железного занавеса существовавшие столетиями экономические, культурные и политические связи с соседями на севере и востоке активизировались. В 2003 году вместе с Бургенландом, Нижней Австрией и земельными организациями Чехии, Словакии и Венгрии учредили еврорегион Центропа, на территории которого проживает около 6 млн человек. Ядро региона составляют города-близнецы Вена и Братислава, которых друг от друга разделяют лишь 60 км. Городские власти Вены и Братиславы работают в сотрудничестве во многих областях в целях согласованного развития.